# Bob Dylan
Bob Dylan, nato Robert Allen Zimmerman (Duluth, 24 maggio 1941), è un cantautore e musicista statunitense.
Tra i maggiori cantautori della storia della musica, Dylan si è distinto anche come scrittore, poeta, attore, pittore, scultore e conduttore radiofonico e si è imposto come una delle più importanti figure a livello internazionale in campo musicale, in quello della cultura di massa e in quello della letteratura.
Ha legalmente cambiato il suo nome in Bob Dylan nell'agosto 1962.
Oltre ad aver plasmato, di fatto, la figura del cantautore contemporaneo, a Dylan si devono anche l'ideazione del folk-rock (in particolare con l'album Bringing It All Back Home, 1965), il primo singolo di successo ad avere una durata non commerciale (gli oltre 6 minuti della famosa Like a Rolling Stone, 1965) e il primo album doppio della storia del rock (Blonde on Blonde, 1966). Dylan è stato anche tra i primi cantautori folk contemporanei ad abbandonare lo schema collettivo della topical song, dando maggior rilievo al mondo dell'interiorità umana e segnando il passo per la generazione successiva di folksinger.
Il video promozionale del brano Subterranean Homesick Blues (1965) è considerato da alcuni il primo videoclip in assoluto. L'album Great White Wonder (1969) ha lanciato il fenomeno dei bootleg, mentre la tripla antologia Biograph (1985) è considerata uno dei capostipiti dei cofanetti.
Tra i numerosi riconoscimenti che gli sono stati conferiti, vanno menzionati dieci Grammy Award, il Polar Music Prize nel 2000, il Premio Oscar nel 2001 (per la canzone Things Have Changed, dalla colonna sonora del film Wonder Boys), il Premio Pulitzer nel 2008, la National Medal of Arts nel 2009, la Presidential Medal of Freedom nel 2012 e la Legione d'Onore nel 2013. Il 13 ottobre 2016, gli è stato conferito il Premio Nobel per la letteratura. La rivista Rolling Stone lo inserì al secondo posto nella lista dei 100 miglior artisti, al settimo in quella dei 100 migliori cantanti e, nel 2015, al primo in quella dei cento migliori cantautori.
Nel corso degli anni, Dylan ha ampliato e personalizzato il suo stile musicale arrivando a toccare, oltre al folk, molti generi diversi, come country, blues, gospel/spiritual, rock and roll, rockabilly, jazz e swing, citando anche musica popolare inglese, scozzese e irlandese.

## Biografia
Dylan si esibisce suonando chitarra, pianoforte e armonica. Supportato da un gruppo di musicisti in continuo cambiamento, è in tournée dagli anni Ottanta in quello che è chiamato Never Ending Tour. Molti grandi artisti hanno suonato con lui, tra cui John Fogerty, The Band, Tom Petty, Joan Baez, George Harrison, The Grateful Dead, Johnny Cash, Willie Nelson, Paul Simon, Eric Clapton, Patti Smith, Emmylou Harris, Bruce Springsteen, U2, The Rolling Stones, Joni Mitchell, Jack White, Merle Haggard, Jeff Lynne, Neil Young, Van Morrison, Ringo Starr, Mark Knopfler, Stevie Ray Vaughan, Carlos Santana, The Byrds, Roger McGuinn, Ramblin' Jack Elliott, Wilco, My Morning Jacket, Ryan Bingham e Stevie Nicks. Benché i risultati come interprete di dischi e dal vivo costituiscano il nerbo della sua carriera, è la scrittura delle canzoni a essere generalmente considerata il suo più grande contributo. Dylan è stato premiato più volte. I suoi album hanno ricevuto Grammy Award, Golden Globe e Academy Awards, ed egli è stato incluso nella Rock & Roll Hall of Fame, nella Nashville Songwriters Hall of Fame e nella Songwriters Hall of Fame. Nel 1999, è stato inserito dal Time tra le cento più influenti personalità del XX secolo e, nel 2004, è stato classificato come il secondo più grande artista rock di tutti i tempi dalla rivista Rolling Stone, preceduto dai Beatles. Il suo album Modern Times, pubblicato il 29 agosto 2006, è stato nominato Album dell'Anno dalla rivista Rolling Stone.
Nel gennaio 1990, il ministro della cultura francese Jack Lang lo ha nominato Commendatore delle Arti e delle Lettere, nel 2000 è stato insignito del Polar Music Prize dalla Accademia reale svedese di musica e nel 2007 del Premio Principe delle Asturie. È stato proposto più volte come candidato per il Premio Nobel per la Letteratura, fino a vincerlo nel 2016, ed è stato insignito del Premio Pulitzer alla carriera nel 2008.
Nel dicembre del 2020, sottoscrive un accordo con la Universal Music per la vendita dei diritti di oltre trecento sue canzoni per una cifra vicina ai trecento milioni di dollari.

### Gli inizi
Dylan ha spesso adottato in carriera diversi pseudonimi: Elston Gunnn, Blind Boy Grunt, Lucky Wilbury/Boo Wilbury, Elmer Johnson, Sergei Petrov, Jack Frost, Jack Fate, Willow Scarlet, Robert Milkwood Thomas, Tedham Porterhouse

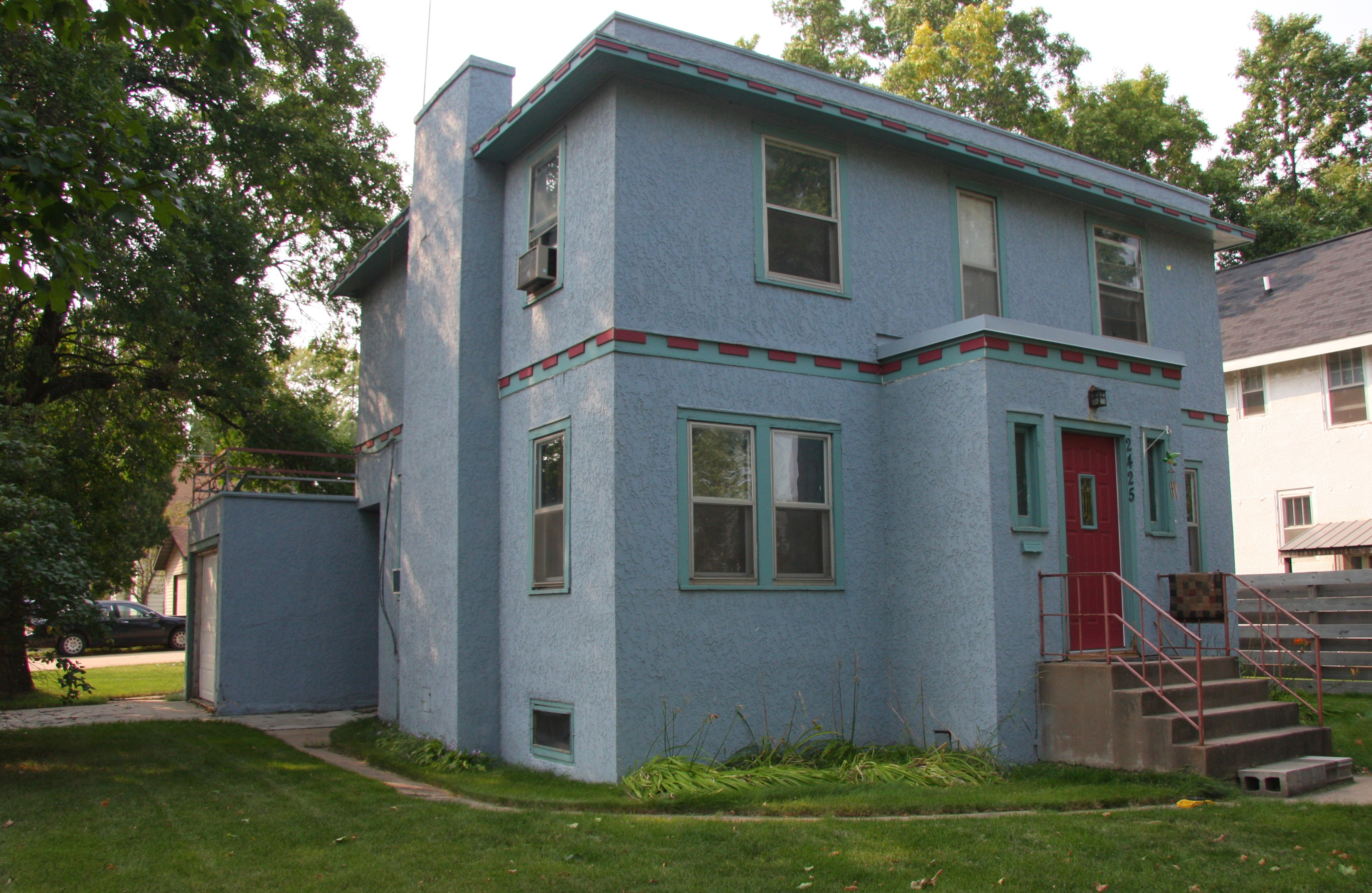
Casa d'infanzia di Robert Zimmerman

Robert Allen Zimmerman (nome in ebraico: Zushe ben Avraham) è cresciuto a Hibbing, nel Minnesota, una città mineraria a ovest del Lago Superiore. I suoi nonni paterni, Zigman e Anna Zimmerman, emigrarono dalla città ucraina di Odessa negli Stati Uniti dopo i pogrom antisemiti del 1905. 
Dylan stesso scrisse nella sua autobiografia Chronicles - Volume 1 che il nome da nubile della sua nonna paterna era Kirghiz e la sua famiglia era originaria di Istanbul, anche se lei crebbe nel quartiere Kagizman di Kars, nella Turchia orientale. Scrisse anche che il nonno paterno era di Trebisonda, città sulla costa turca del Mar Nero. I nonni materni, Benjamin e Lybba Edelstein, erano ebrei lituani emigrati in America nel 1902. 
I suoi genitori, Abram Zimmerman e Beatrice "Beatty" Stone, facevano parte della piccola comunità ebraica della zona. Robert Zimmerman visse a Duluth fino a sette anni. Quando suo padre si ammalò di poliomielite, la famiglia ritornò alla vicina Hibbing, dove Zimmerman passò il resto della sua infanzia. Uno degli amici d'infanzia di Dylan ricorda Abram come un uomo severo e sgradevole e Beatty come una donna cordiale e amichevole.
Zimmerman passò gran parte della sua giovinezza ascoltando la radio, prima dalle potenti stazioni di Shreveport, che trasmettevano musica blues, country e più tardi rock and roll. Durante le scuole superiori, formò alcuni complessi: il primo, i The Shadow Blasters, ebbe vita breve, ma il secondo, i The Golden Chords, con la quale suonava cover di canzoni popolari, durò più a lungo. L'esibizione di Dylan coi Danny and the Juniors, Rock and Roll is Here to Stay, a una recita scolastica, fu talmente rumorosa che il preside decise di spegnere i microfoni. Nell'annuario scolastico del 1959, Robert Zimmerman scrisse che la sua ambizione era «Conoscere Little Richard». Lo stesso anno, usando il nome Elston Gunn, si esibì in due concerti con Bobby Vee suonando il pianoforte e guadagnandosi qualche applauso. 
Zimmerman entrò alla University of Minnesota Twin City nel settembre del 1959, trasferendosi così a Minneapolis. Il suo iniziale interesse per il rock and roll lasciò il posto a quello per la musica folk, tradizionalmente suonata con strumenti acustici. Dylan, in un'intervista, disse in proposito: «La mia passione per il folk è nata quando ho ascoltato Odetta. Ho sentito un suo disco in un negozio, quando ancora i dischi si ascoltavano lì, nel negozio. Era il 1958, più o meno. Proprio allora sono uscito e ho venduto la mia chitarra elettrica e l'amplificatore per comprare una chitarra acustica, una Gibson». Nelle note dell'album Biograph Dylan spiega così l'attrazione che la musica folk esercitò su di lui: «La questione principale a proposito del rock and roll, per me, era che comunque non era sufficiente. Tutti Frutti e Blue Suede Shoes avevano frasi di grande effetto e di grande presa, nonché un ritmo trascinante e una energia travolgente, però non erano cose serie, e non riflettevano per niente la realtà della vita. Sapevo bene, quando mi sono dedicato alla musica folk, che si trattava di una cosa molto più seria. Le canzoni folk sono colme di disperazione, di tristezza, di trionfo, di fede nel sovrannaturale, tutti sentimenti molto più profondi. [...] C'è più vita reale in una sola frase di queste canzoni di quanta ce ne fosse in tutti i temi del rock'n'roll. Io avevo bisogno di quella musica».
Subito cominciò a suonare al 10 O'Clock Scholar, un caffè a qualche isolato dal campus. Entrò così nel circuito folk di Dinkytown, fece amicizia con estimatori del folk e prese in "prestito" molti dei loro album. Nei giorni di Dinkytown, Zimmerman cominciò a presentarsi come Bob Dylan. In Chronicles - Volume 1 scrive: «Volevo andare via di casa e farmi chiamare Robert Allen […] Sembrava il nome di un re scozzese e a me piaceva». Leggendo la rivista Downbeat, scoprì l'esistenza di un sassofonista di nome David Annyn. Nello stesso periodo conobbe la poetica di Dylan Thomas. Zimmerman doveva decidere tra Robert Allyn e Robert Dylan. «Non sapevo decidermi, ma la lettera D acquistava sempre più forza», spiegò. Decise per "Bob" in quanto c'erano molti Bobbies nella musica popolare del tempo.

### New York e il primo contratto

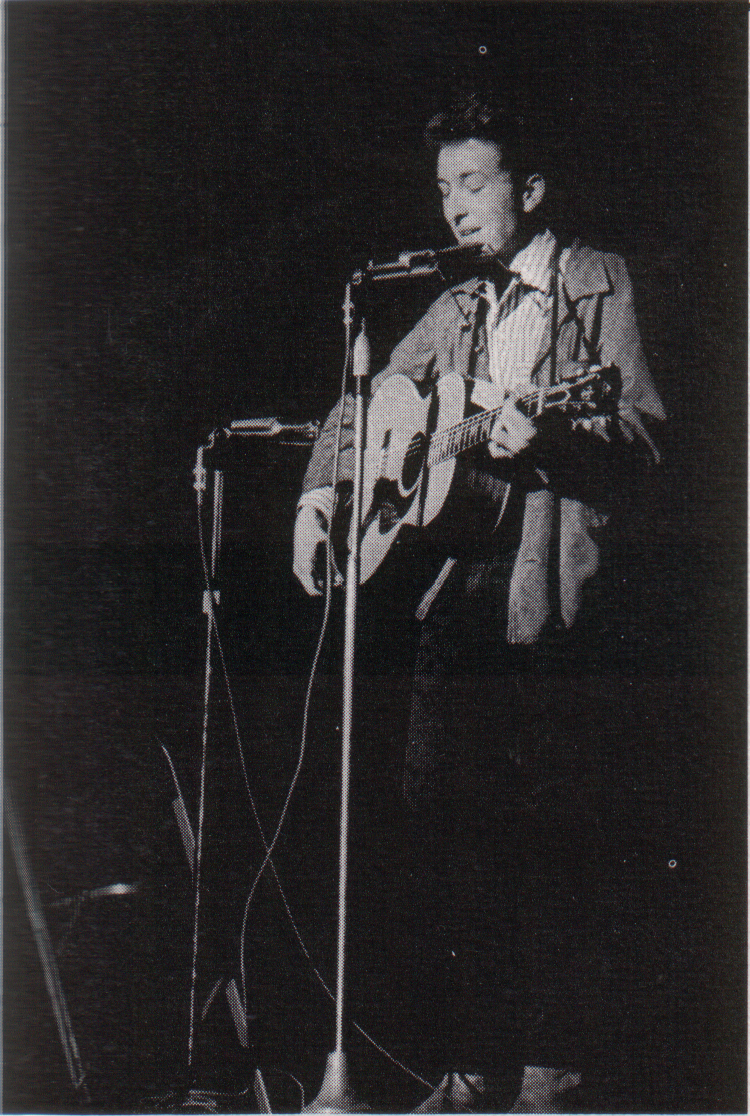
Bob Dylan nel 1963

Dylan abbandonò il college alla fine del primo anno. Rimase a Minneapolis lavorando nel circuito folk e fece dei viaggi a Denver, Madison e Chicago. Nel gennaio del 1961 si trasferì a New York per suonare e far visita al suo idolo musicale Woody Guthrie, ricoverato al New Jersey Hospital. Guthrie fu una rivelazione per Dylan ed ebbe una grande influenza sulle sue prime composizioni. Dylan più tardi disse a proposito dell'opera di Guthrie che «Potevi sentire le sue canzoni e allo stesso tempo imparare a vivere». Nella stanza d'ospedale Dylan conobbe un vecchio amico di Guthrie, Ramblin' Jack Elliott, che di ritorno da un viaggio in Europa era andato a visitarlo. Dylan ed Elliott divennero amici e gran parte del repertorio di Guthrie era canalizzato attraverso la produzione di questo autore (Dylan ha citato diverse volte Elliott in Chronicles - Volume 1).
Tra l'aprile e il settembre del 1961 Dylan suonò in vari club nel Greenwich Village e il 29 luglio fu ospite del programma radiofonico Saturday Of Folk Music in cui suonò Acne di Eric Von Schmidt in duetto con Ramblin' Jack Elliott, e Mean Old Southern Man con Danny Calb, e altre tre cover: Handsome Molly, Omie Wise e Poor Lazarus. Dylan attirò l'interesse del pubblico dopo una recensione positiva di Robert Shelton del New York Times di un'esibizione al Gerde's Folk City nel settembre del 1961. Sempre in settembre Dylan fu invitato a suonare l'armonica dalla cantante folk Carolyn Hester nel suo terzo album, Carolyn Hester. John Hammond, il talent scout della Columbia Records e produttore dell'album della Hester, notò il talento di Dylan e il mese successivo lo scritturò, permettendogli così di registrare il suo primo album, Bob Dylan, che include canzoni della tradizione folk, blues e gospel, oltre a due inediti dello stesso Dylan. L'album non ebbe un grande impatto, vendette solamente cinquemila copie nel primo anno, abbastanza per pagare appena le spese. La Columbia Records considerò Dylan come una delle follie di Hammond, a cui suggerì di stracciare il contratto. Hammond difese Dylan vigorosamente, e anche Johnny Cash divenne un suo potente alleato alla Columbia. Nonostante il contratto appena firmato, Dylan registrò una dozzina di canzoni con lo pseudonimo di Blind Boy Grunt per Broadside Magazine, una rivista ed etichetta discografica di musica folk. Nell'agosto 1962 assunse legalmente il nome ufficiale di Bob Dylan.
Nell'agosto del 1962 Dylan fece due importanti cambiamenti per la sua carriera: andò alla corte suprema di New York e cambiò il suo nome in Robert Dylan e assunse Albert Grossman come suo manager. Grossman rimase il manager di Dylan fino agli anni settanta ed era importante sia per la sua personalità a volte provocatoria sia per la grande e protettiva fiducia nei riguardi del suo principale cliente. Nel documentario No Direction Home: Bob Dylan, Dylan descrive Grossman così: «Assomigliava al manager di Elvis Presley [...] sapevi che stava arrivando dal profumo». Le tensioni tra Grossman e John Hammond spinsero Hammond e lasciare il posto di produttore al giovane produttore jazz Tom Wilson.
Con il suo secondo album, The Freewheelin' Bob Dylan, pubblicato nel maggio 1963, cominciò a farsi un nome sia come cantante sia come autore. Molte delle canzoni dell'album vennero considerate canzoni di protesta ed erano in effetti ispirate in parte da Guthrie e influenzate dalla passione per le canzoni sui fatti d'attualità di Pete Seeger. Oxford Town, ad esempio, è un sardonico racconto della traversia di James Meredith, il primo studente nero iscrittosi all'Università del Mississippi. Una delle sue più famose canzoni, Blowin' in the Wind, deve parzialmente la sua melodia alla canzone tradizionale degli schiavi, No More Auction Block, mentre il testo disquisisce sullo status quo sociale e politico. La canzone è stata ripresa da molti musicisti e divenne un successo internazionale per Peter, Paul and Mary, che crearono un precedente per molti altri artisti che scalarono le classifiche con una canzone di Dylan. Le canzoni d'attualità di Dylan rafforzarono la sua reputazione, ma Freewheelin' includeva anche canzoni d'amore e scherzose, e talking blues surreali. L'umorismo faceva parte del carattere di Dylan, e il materiale incluso nell'album impressionò molti ascoltatori, tra cui i Beatles. George Harrison disse: «L'abbiamo subito ascoltato, e subito lo consumammo. Il contenuto dei testi e il suo atteggiamento - è stato incredibilmente originale e meraviglioso».
La canzone A Hard Rain's A-Gonna Fall, costruita sulla melodia della ballata folk Lord Randall, con i suoi velati riferimenti all'apocalisse nucleare, ebbe una grande risonanza dopo la crisi dei missili di Cuba, avvenuta qualche mese prima dell'uscita della canzone. Come Blowin' in the Wind, A Hard Rain's a-Gonna Fall aprì una nuova strada nella canzone moderna, unendo la tecnica del flusso di coscienza e liriche imagiste con tradizionali progressioni armoniche della musica folk.
In Freewheelin' Dylan suona la chitarra acustica e l'armonica, ma in altre registrazioni, non incluse nell'album, suona con una band di supporto e sperimenta un sound rockabilly. Mixed Up Confusion è stata pubblicata come singolo e rapidamente ritirata dal commercio. Cameron Crowe la descrive come «un'affascinante occhiata a un artista folk con un animo che vagava in direzione di Elvis Presley e della Sun Records».
Subito dopo la pubblicazione di Freewheelin', Dylan emerse come la figura dominante del nuovo movimento folk incentrato sul Greenwich Village. La voce di Dylan non era allenata e aveva un'inusuale incisività, ma era adatta all'interpretazione delle canzoni tradizionali. Robert Shelton descrive lo stile canoro di Dylan come «una voce arrugginita che ricorda le vecchie interpretazioni di Guthrie, incise con la voce stridula di Dave Van Ronk». Molte delle sue prime canzoni famose catturarono il pubblico attraverso versioni di altri musicisti già famosi. Joan Baez divenne una sostenitrice di Dylan, oltre che la sua amante, e, invitandolo sul palco per duettare con lei e registrando alcune delle sue prime canzoni, fu determinante nel portare Dylan al successo nazionale e internazionale.
Altri musicisti come The Byrds, Sonny and Cher, The Hollies, Peter, Paul and Mary, Manfred Mann e The Turtles registrarono con successo canzoni di Dylan nella prima metà degli anni sessanta, facendo attenzione a impartire alle canzoni uno stile più pop, mentre Dylan e Joan Baez le suonavano prevalentemente come pezzi folk stonando ritmicamente la voce. Le reinterpretazioni divennero così onnipresenti che la CBS fece una campagna pubblicitaria a favore di Dylan con lo slogan: «Nessuno canta Dylan come Dylan».

### La protesta eAnother Side

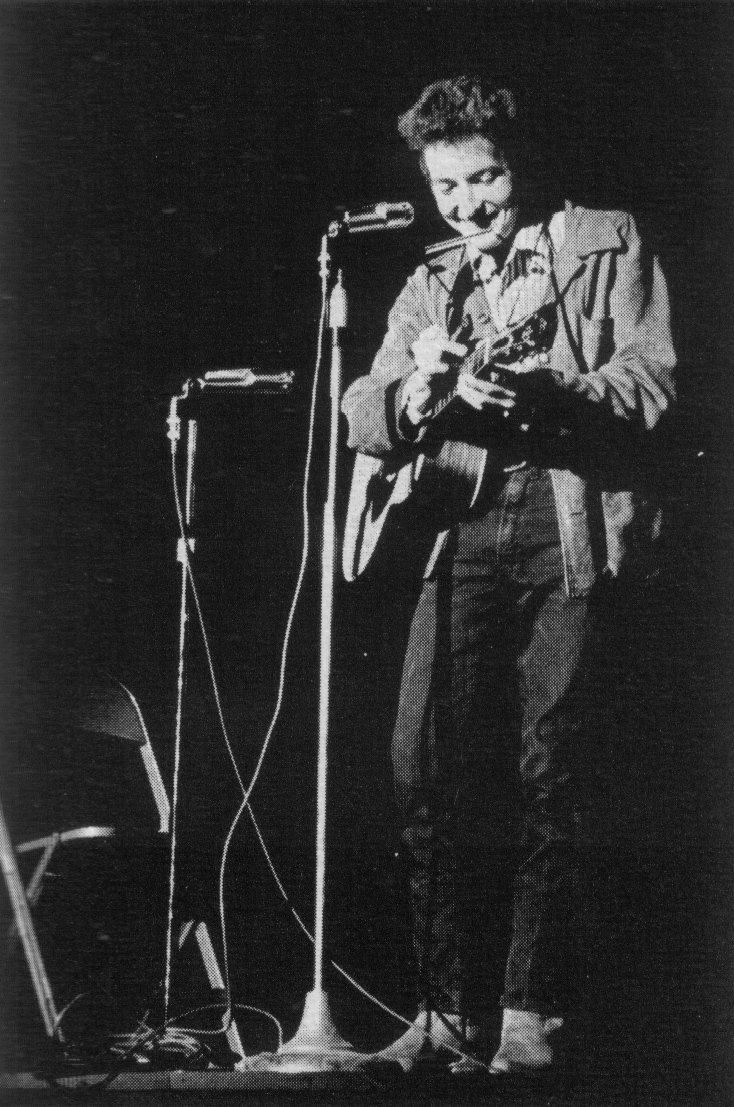
Bob Dylan in concerto nel novembre 1963

Nel 1963, sia Bob Dylan sia Joan Baez erano personaggi di rilievo nel movimento per i diritti civili. Cantavano insieme ai raduni e anche alla marcia su Washington, in cui Martin Luther King pronunciò il suo famoso discorso I have a dream. In gennaio Dylan partecipò a uno sceneggiato televisivo della BBC, Madhouse on Castle Street, interpretando il ruolo del chitarrista vagabondo. Il 12 maggio 1963 provò sulla propria pelle il conflitto coi media quando se ne andò dall'Ed Sullivan Show. Dylan aveva deciso di suonare Talkin' John Birch Paranoid Blues, ma gli autori del programma gli impedirono di suonarla perché poteva essere potenzialmente diffamatorio per la John Birch Society, un'associazione anticomunista. Data la censura, Dylan si rifiutò di apparire. Il suo album successivo, The Times They Are a-Changin', rappresenta il più politico, cinico e sofisticato Dylan. Questo album cupo, incentrato su temi come l'assassinio dell'attivista per i diritti civili Medgar Evers e la povertà generata dal tracollo delle fattorie e delle città minerarie (Ballad of Hollis Brown, North Country Blues), contiene anche due canzoni d'amore, Boots of Spanish Leather e One Too Many Mornings, e la rinunciataria Restless Farewell. La brechtiana The Lonesome Death of Hattie Carroll descrive la vera storia di Hattie Carroll, una cameriera di un hotel uccisa da un giovane borghese William Zantzinger. Benché la canzone non lo esprima esplicitamente, non ci sono dubbi che l'assassino sia un bianco e la vittima sia nera.
Verso la fine del 1963, Dylan si sentì sia manipolato sia imprigionato dal movimento folk e di protesta. Alla cerimonia di consegna del Tom Paine Award dal National Emergency Civil Liberties Committee, un ubriaco e sconnesso Dylan, «Reso nervoso dal fatto di trovarsi in un ambiente ufficiale che non gli era congeniale, aveva ripetutamente sottolineato che ci aveva messo molto tempo per diventare giovane, ma ora ci era riuscito e invitava dunque le teste calve dei presenti ad andarsene in pensione in Florida». Il pubblico, già perplesso, cominciò a fischiare quando Dylan aggiunse che credeva di capire cosa era passato per la mente di Lee Harvey Oswald, il quale, poco meno di un mese prima, il 22 novembre 1963, aveva sparato al presidente Kennedy. Dylan intendeva dire, come spiegò successivamente, che tanto Oswald quanto lui erano soggetti alla stessa pressione esercitata dalla società, ma non riuscì a farsi capire e la brutta figura coincise con la fine del suo periodo di collaborazione con le organizzazioni politiche di base».
Registrato in una sola sera nel giugno del 1964, Another Side of Bob Dylan affronta temi diversi dal suo predecessore. In I Shall Be Free #10 e Motorpsycho Nitemare riemerge il surrealismo di Freewheelin'. Spanish Harlem Incident e To Ramona sono romantiche e appassionate canzoni d'amore, mentre Black Crow Blues e I Don't Believe You (She Acts Like We Never Have Met) si rifanno agli inizi musicali di Dylan dominati dal rock and roll. A un primo ascolto It Ain't Me Babe può sembrare una canzone d'amore, ma si tratta in realtà di un sottile e disgustato rifiuto da parte di Dylan del ruolo affibbiatogli dal successo. Una nuova direzione lirica si evidenzia in due canzoni: l'impressionistica Chimes of Freedom, in cui la cronaca sociale si affianca a un paesaggio denso e metaforico, uno stile in seguito descritto da Allen Ginsberg come «Catene di immagini squillanti», e My Back Pages, nella quale attacca la semplicistica e maliziosa serietà delle sue prime canzoni d'attualità e sembra predire la reazione che stava per scatenare tra i suoi ex difensori nel momento in cui prenderà una nuova direzione.
Tra il 1964 e il 1965, l'immagine di Dylan cambiò rapidamente, passando da quella di leader del movimento folk a quella di rock star. I suoi Blue jeans usurati e le sue camicie da lavoro furono rimpiazzati dal guardaroba di Carnaby Street. Un reporter londinese scrisse: «Capelli che potrebbero imprigionare i denti di un pettine. Una sgargiante maglietta che strizza l'occhio ai neon di Leicester Square. Sembra un denutrito cacatua». Dylan cominciò anche a rispondere alle domande degli sfortunati giornalisti in modi sempre più crudeli e surreali. Nella trasmissione televisiva Les Crane TV Crane gli domandò del film che stava progettando di fare. Dylan gli rispose che si trattava di «una specie di western-horror». Alla domanda se avrebbe interpretato la parte dell'eroe cowboy, Dylan rispose: «No, interpreto la parte di mia madre».

### La svolta elettrica
Bringing It All Back Home, conosciuto in Italia anche come Subterranean Homesick Blues, uscì nel marzo 1965 e segnò un profondo cambiamento stilistico: è il primo album in cui Dylan viene accompagnato da strumenti elettrici. Il primo singolo, Subterranean Homesick Blues, risente dell'influenza di Too Much Monkey Business di Chuck Berry e fu oggetto di uno dei primi video musicale, incluso poi in Don't Look Back, il documentario cult di D. A. Pennebaker sulla tournée inglese del 1965. Il testo, con le sue libere associazioni, richiama l'energia della poesia beat ed è un predecessore dei moderni rap e hip hop.. Nel 1969 il gruppo di militanti, i Weathermen, prese il nome dal verso della canzone "You don't need a weather man/To know which way the wind blows"..
Il lato B è diverso. Include quattro lunghe canzoni acustiche in cui argomenti politici, sociali e personali si intrecciano senza regole con immagini semi mistiche, un tratto distintivo dei testi dylaniani. Una di queste canzoni, Mr. Tambourine Man, divenne una delle più conosciute e venne ripresa con successo dai The Byrds, mentre Gates of Eden, It's All Over Now, Baby Blue e It's Alright, Ma (I'm Only Bleeding) diventarono standard nei concerti di gran parte della sua carriera. Tra l'aprile e il maggio del 1965 Dylan fece un tour trionfale in Inghilterra. Il 25 luglio 1965, al Newport Folk Festival, Dylan fece il suo storico primo concerto elettrico dai giorni della scuola con un gruppo formato per l'occasione e prelevato in parte dalla Paul Butterfield Blues Band composto da Mike Bloomfield alla chitarra, Sam Lay alla batteria, Jerome Arnold al basso, Al Kooper all'organo e Barry Goldberg al pianoforte. Dylan era il protagonista del Festival, al quale aveva già partecipato con successo altre due volte, nel 1963 e nel 1964, ma nel 1965 il pubblico diede una risposta diversa. Dylan venne pesantemente fischiato e lasciò il palco dopo sole tre canzoni. Una leggenda metropolitana vuole che il cantautore folk Pete Seeger, resosi conto di ciò che stava accadendo, abbia impugnato un'ascia con l'intento di tranciare i cavi, pur non riuscendoci. In un'intervista del 2013, però, Seeger smentì il fatto. Un resoconto alternativo della vicenda dice che il pubblico era arrabbiato per la cattiva qualità del suono e per la brevità del concerto. Nonostante la manifesta ostilità del pubblico, Dylan ritornò sul palco e suonò due canzoni acustiche, It's All Over Now Baby Blue e Mr. Tambourine Man, che furono accolte favorevolmente. La scelta rivolta al passato è spesso stata descritta come un cosciente rintocco funebre per il tipo di musica sociopolitica e puramente acustica che suoi fan gli chiedevano, con il ruolo del nuovo movimento folk in quello di "Baby Blue".
L'esibizione al Newport Folk Festival del 1965 indignò i componenti del movimento folk. Ewan MacColl scrisse in Sing Out: «Le nostre ballate e canzoni tradizionali sono le creazioni di straordinari artisti di talento che lavorano nelle tradizioni formatesi nel tempo... E Bobby Dylan?... solo un pubblico non-critico, nutrito dall'insipida sbobba di musica pop può farsi ingannare da tali sciocchezze di ultima scelta». Il 29 luglio, solo quattro giorni dopo la sua partecipazione al festival, Dylan ritornò in studio per registrare Positively 4th Street. La canzone è zeppa di immagini di paranoia e vendetta ("Lo so perché/mi parli alle spalle./Stavo anch'io fra la gente/che frequenti") e viene spesso interpretata come una critica ai suoi ex amici della comunità folk, amici che aveva conosciuto nei club della West 4th Street.
Gran parte del movimento folk aveva abbracciato l'idea che la vita eguaglia l'arte, che un certo tipo di vita caratterizzato da sofferenza ed emarginazione in realtà sostituisca l'arte. I cantanti e collezionisti spesso descrivono la musica folk come l'innocente caratteristica di un'esistenza vissuta superficialmente o con una falsa conoscenza del Capitalismo. Questa filosofia è fondamentalmente quello con cui Dylan entrò in collisione nel 1965. A una conferenza stampa ad Austin nel settembre di quell'anno, il giorno del concerto con Levon and The Hawks, descrive la sua musica non come musica pop da classifica, fatta per rompere col passato, ma come «musica storico-tradizionale». Nel 1966 disse al giornalista Nat Hentoff che la musica folk «Viene da leggende, Bibbie, pestilenze e tratta di verdure e morte. Nessuno riuscirà a uccidere la musica tradizionale. Tutte queste canzoni che parlano di rose che crescono dal cervello della gente o di amanti che in realtà sono oche e cigni che si trasformano in angeli, non moriranno. Sono tutti questi personaggi paranoici che pensano che stia per arrivare qualcuno a rubargli la carta igienica, sono loro che moriranno. Canzoni come Which Side Are You On? e I Love You, Porgy non sono canzoni folk, sono canzoni politiche. Sono già morte». Questa mistica e contemporanea tradizione di canzoni è servita da sfondo per Bringing It All Back Home, e accenna ai cambiamenti che stanno per avvenire mostrati apertamente per la prima volta a Newport, con gli strumenti elettrici che diventeranno parte fondamentale della sua musica.

### Highway 61eBlonde on Blonde

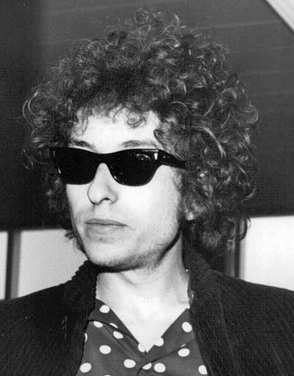
Bob Dylan nel 1966

Nel giugno 1965 uscì il singolo Like a Rolling Stone, che arrivò al secondo posto nella classifica americana e al quarto in quella inglese. Lunga più di sei minuti, è la canzone che ha cambiato l'atteggiamento nei confronti di quello che poteva trasmettere una canzone. Con Like a Rolling Stone, Dylan ha riportato la musica degli anni sessanta alla sua più autentica forma stilistica tradizionale, elaborando sonorità nuove. In Like a Rolling Stone, amara cronaca della "Miss Lonely" un tempo benestante ora caduta in disgrazia, sono distillati la rabbia e l'odio di un cantautore che si sfoga contro la convenzionalità e l'ipocrisia del benessere sociale in un messaggio sempre attuale. Nel discorso di introduzione di Dylan alla Rock and Roll Hall of Fame, Bruce Springsteen disse: «Suonava come qualcuno che avesse aperto a calci la porta della tua mente. [...] Sapevo di star ascoltando la voce più forte che avessi mai sentito». Nel 2004 la rivista Rolling Stone ha classificato la canzone al primo posto nella classifica delle cinquecento migliori canzoni di tutti i tempi. Le sonorità della canzone, piene e aspre, e il riff dell'organo influenzarono l'intero album successivo, Highway 61 Revisited, intitolato come la strada che porta dal Minnesota, lo Stato in cui è nato Dylan, al focolaio musicale di New Orleans. Le canzoni stilisticamente attraversano la patria del blues, il delta del Mississippi, e si rifanno a molti blues come 61 Highway di Mississippi Fred McDowell. Le canzoni hanno lo stesso spirito di Like a Rolling Stone, con le surreali litanie dal sapore grottesco della chitarra di Mike Bloomfield, una sezione ritmica e l'evidente divertimento di Dylan durante le registrazioni. La canzone che chiude l'album, Desolation Row, è una visione apocalittica con molti riferimenti a figure della cultura occidentale.
Per promuovere l'album, Dylan fu scritturato per due concerti negli Stati Uniti e formò la band. Mike Bloomfield non voleva abbandonare la Butterfield Blues Band, così Dylan unì Al Kooper e Harvey Brooks, che erano parte del personale dello studio di registrazione, con la band formata da Robbie Robertson e Levon Helm, che al tempo accompagnava Ronnie Hawkings. Nell'agosto del 1965 al Forest Hills Tennis Stadium, il gruppo fu importunato dal pubblico che, nonostante i fatti di Newport, continuava a domandare il Dylan acustico dell'anno precedente. Il 3 settembre la band si esibì all'Hollywood Bowl ricevendo un'accoglienza più benevola.
Né Kooper né Brooks andarono in tour con Dylan, che non riuscì neanche ad avere la band che voleva, un gruppo della costa occidentale conosciuto per aver accompagnato Johnny Rivers formato dal chitarrista James Burton e dal batterista Mickey Jones, già occupati da precedenti impegni. Così Dylan scritturò Robertson e la band di Levon Helm, i The Hawks, per il tour, e cominciò le sessioni di registrazione in studio con loro nello sforzo di registrare il seguito Highway 61 Revisited.
Mentre Dylan e gli Hawks incontravano un pubblico sempre più ricettivo, il lavoro in studio annaspava. Il produttore Bob Johnston nel febbraio del 1966 convinse Dylan a registrare a Nashville per qualche tempo e lo circondò di un gruppo di musicisti di alto livello. Dopo qualche insistenza, Robertson e Kooper accettarono la proposta di Dylan e scesero da New York per partecipare alle sessioni. Le sessioni di Nashville diedero vita a Blonde on Blonde (1966), quello che Dylan successivamente chiamò «quel sottile selvaggio suono vivace». Al Kooper disse che l'album è un capolavoro perché «è il dialogo di due culture che si scontrano con un'enorme esplosione»: il mondo musicale di Nashville e il mondo del Dylan «quintessenziale della New York hipster».
Per molti critici la trilogia formata da Bringing It All Back Home, Highway 61 Revisited e Blonde on Blonde rappresenta uno dei migliori esempi culturali del XX secolo. Nelle parole di Mike Marquesee: «Tra la fine del 1964 e l'estate del 1966 Dylan creò un corpo di lavoro che è rimasto unico. Prendendo spunto dal folk, blues, country, R&B, rock'n'roll, gospel, beat inglese, poesia simbolista, modernista e beat, surrealismo e dadaismo, rivelando gergo e cronaca sociali, Fellini e il Mad Magazine, forgiò una voce e una visione artistica coerente e originale. Il bello di questi album è che conservano il potere di scioccare e consolare».
Il 22 novembre 1965 Bob Dylan sposò Sara Lownds. Alcuni amici di Dylan, (incluso Ramblin' Jack Elliott) dissero che nelle conversazioni immediatamente successive all'evento Dylan negò il matrimonio. La giornalista Nora Ephron per prima pubblicò la notizia del matrimonio nel New York Post nel febbraio del 1966 col titolo «Silenzio! Bob Dylan è sposato».
Dylan intraprese un tour mondiale tra l'Australia e l'Europa nella primavera del 1966. I concerti erano divisi in due parti. Nella prima metà Dylan suonava da solo accompagnandosi con chitarra acustica e armonica, nella seconda veniva accompagnato dagli Hawks con strumenti elettrici ad alto volume. Questo contrasto sconcertò molti fan, che lo applaudivano lentamente per schernirlo. Il tour mondiale culminò in un celebre confronto tra il musicista e due spettatori alla Manchester Free Trade Hall in Inghilterra (il concerto è stato pubblicato ufficialmente nel 1998 nell'album The Bootleg Series Vol. 4: Bob Dylan Live 1966, The "Royal Albert Hall" Concert). Al climax del concerto un fan, sentendosi tradito dal sound elettrico di Dylan, gli gridò: «Judas (Giuda)!» e un altro disse che non l'avrebbe più ascoltato (tale voce è a mala pena udibile nella traccia audio del concerto). Perciò Dylan rispose: «I don't believe you (Non ti credo)… You're a liar (Sei un bugiardo)!». Quindi il musicista si girò verso la band e, a portata del microfono, disse: «Play it fuckin' loud (Suonate fottutamente forte)!»". La band suonò con energia l'ultimo brano del concerto, Like a Rolling Stone.

### Dopo l'incidente: gli anni di Woodstock e la "reclusione"

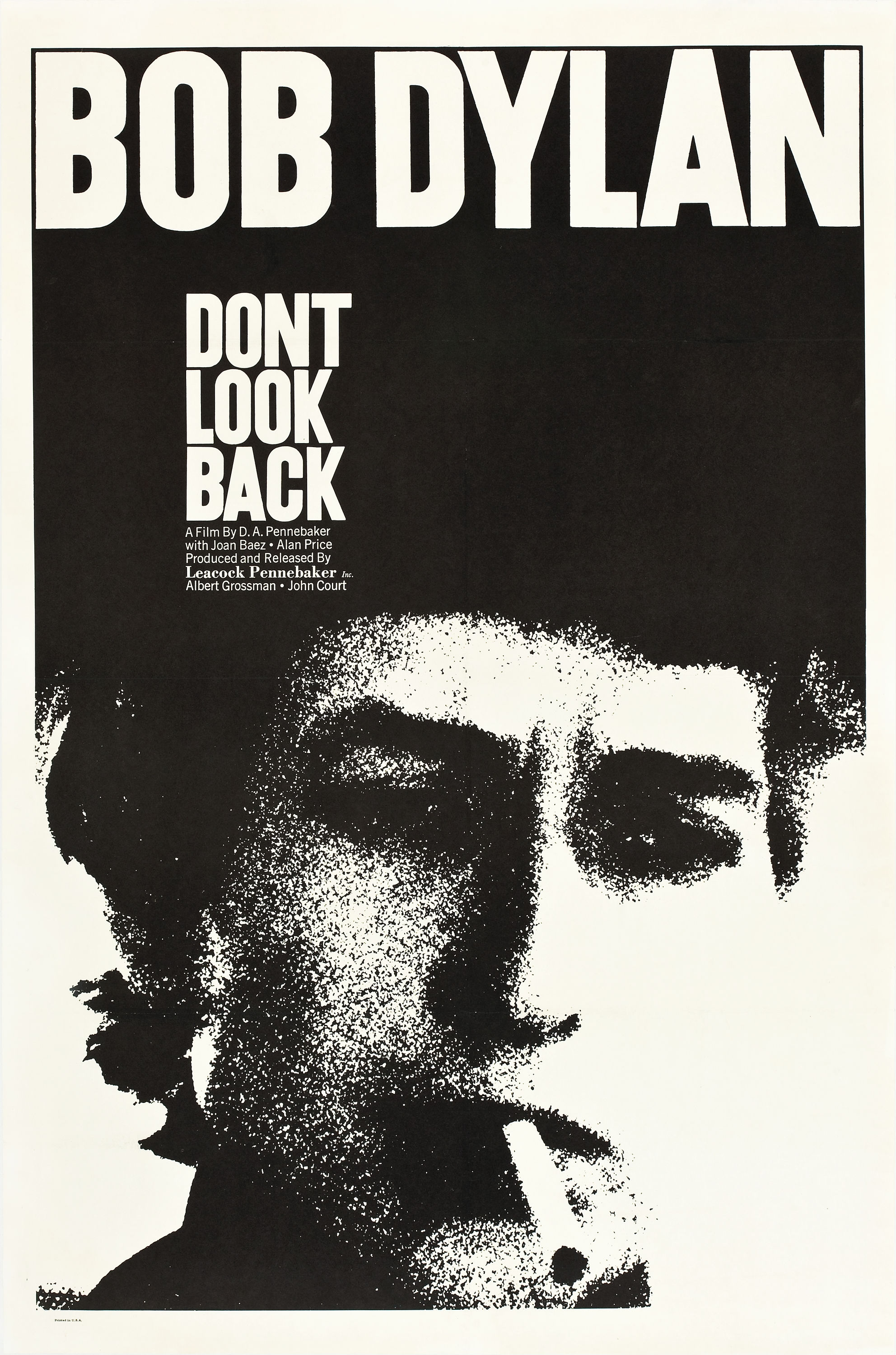
Locandina del documentario Dont Look Back del 1967

Dopo il tour europeo Dylan ritornò a New York, ma le pressioni su di lui continuarono a crescere. La ABC aveva pagato un anticipo per un programma televisivo che avrebbero potuto mandare in onda. La Macmillan Publishers chiedeva il manoscritto del romanzo/poema Tarantula. Il manager Albert Grossman aveva programmato un tour per la fine dell'estate. Il 29 luglio del 1966, mentre Dylan guidava la sua Triumph Tiger T100 a pochi chilometri di distanza da Bearsville, nei pressi di Woodstock, nello Stato di New York, ebbe un curioso incidente che ancora oggi è attorniato da un alone di mistero. Sebbene molte biografie non ufficiali riportino il fatto in maniera differente, Dylan stesso durante un'intervista dichiarò di aver semplicemente perso il controllo della sua moto. Questa vicenda diede origine a una serie di leggende metropolitane che divisero il Mondo fra quelli che pensavano che fosse morto e quelli che pensavano che fosse ancora vivo. Le cause di questo incidente furono attribuite a uno dei seguenti motivi: guasto meccanico, droga, semplice distrazione, colpo di sonno, tentato suicidio. Sebbene la gravità delle ferite non sia mai stata pienamente confermata, Dylan dichiarò di essersi rotto alcune vertebre del collo. Commentando l'importanza dell'incidente, Dylan fece chiarezza su come sfruttò quell'occasione: «Quando ebbi l'incidente motociclistico... mi rialzai per riprendere i sensi, mi resi conto che stavo solo lavorando per tutte quelle sanguisughe. Non volevo farlo. In più avevo una famiglia e volevo solo vedere i miei bambini».
L'alone di mistero continua a circondare le circostanze dell'incidente e la gravità delle ferite di Dylan. Nella biografia, Down the Highway: The Life Of Bob Dylan, Howard Sournes scrive che non era stata chiamata nessuna ambulanza sulla scena dell'incidente e che Dylan non era stato ricoverato in nessun ospedale. Sournes arriva alla conclusione che l'incidente offrì a Dylan l'occasione per scappare dalle pressioni che lo affliggevano. Ebbe così inizio un periodo di isolamento dall'attenzione del pubblico durato diciotto mesi.
Quando Dylan si rimise abbastanza da ricominciare il suo lavoro creativo, cominciò il montaggio di alcuni spezzoni del film sul tour del 1966, Eat the Document, il seguito di Dont Look Back, una vera rarità. La bozza venne rigettata dalla ABC perché la riteneva incomprensibile per la maggior parte del pubblico. Nel 1967 cominciò alcune registrazioni con gli Hawks in casa sua e nello scantinato della vicina casa degli Hawks, chiamata "Big Pink". L'atmosfera rilassata incoraggiò Dylan a interpretare molte delle vecchie sue e nuove canzoni preferite e alcuni pezzi inediti. Queste canzoni, inizialmente composte come demo per altri artisti che le registrarono, diventarono successi per Julie Driscoll (This Wheel's on Fire), The Byrds (You Ain't Going Nowhere, Nothing Was Delivered) e Manfred Mann (Quinn the Eskimo (The Mighty Quinn)). La Columbia decise di pubblicare le registrazioni nel 1975 col titolo The Basement Tapes. Negli anni, molte altre canzoni registrate in quel periodo da Dylan e la sua band apparvero in vari bootleg, il più importante dei quali è un cofanetto di cinque CD intitolato The Genuine Basement Tapes, che contiene centosette canzoni e versioni alternative. Alla fine del 1967 gli Hawks cambiarono il nome in The Band, e registrarono indipendentemente l'album Music from Big Pink, dando così inizio a una lunga e fortunata carriera.

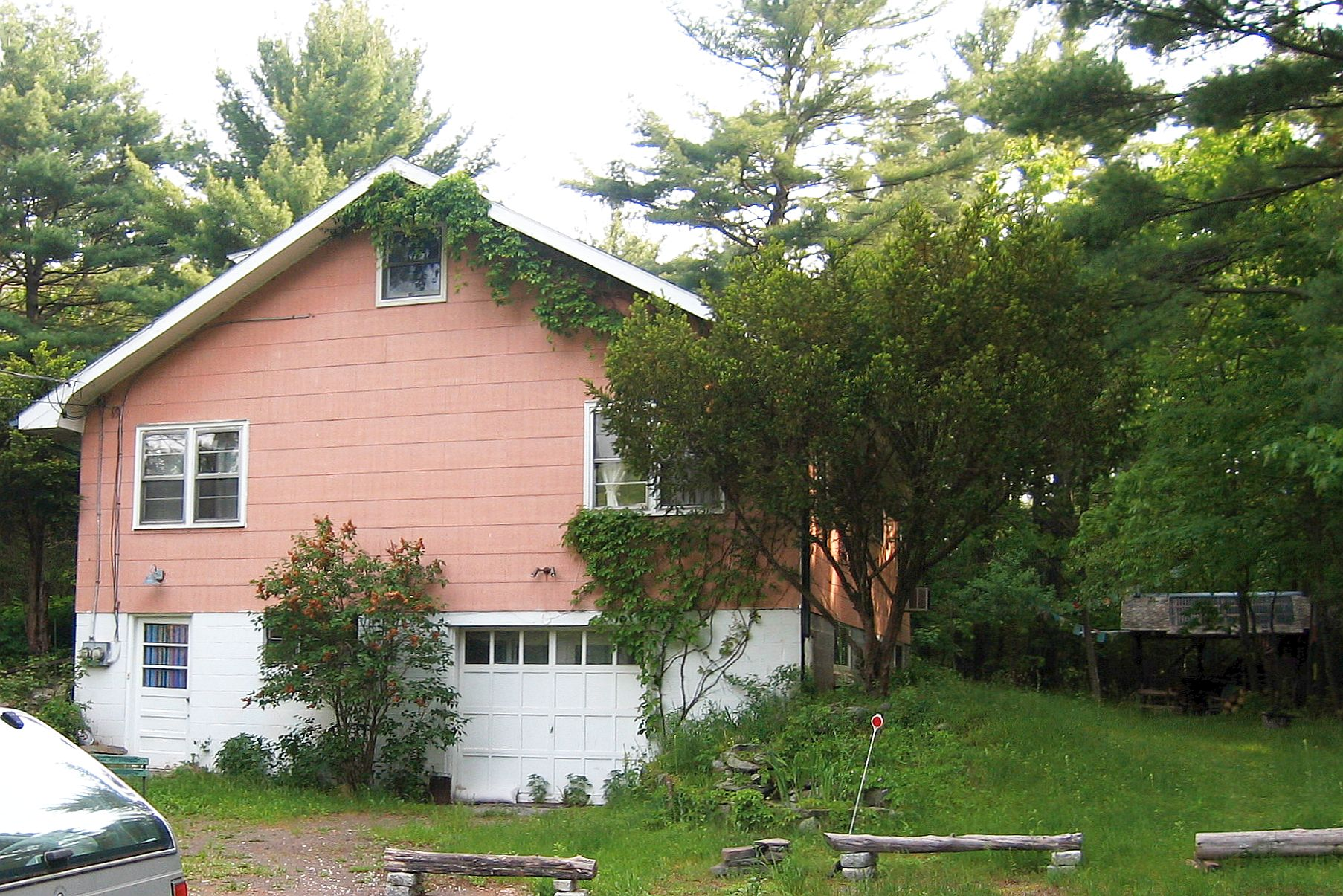
La casa di "Big Pink", West Saugerties, New York, qui in una foto del 2006

Nel 1997 il critico Greil Marcus pubblicò un autorevole studio sui Basement Tapes intitolato Invisible Republic. Marcus cita i ricordi di Robbie Robertson, chitarrista di The Band: «[Dylan] voleva portare queste canzoni fuori dal nulla. Non sapevamo se le scriveva o se le ricordava. Quando le canti non puoi capirlo». Marcus chiamò queste canzoni «chiacchiere con una comunità di fantasmi» aggiungendo che «questi fantasmi non erano astrazioni. Come figli e figlie dei nativi erano una comunità. Erano raccolti in un solo posto: l'Anthology of American Folk Music, un lavoro di diciannove anni del vagabondo Harry Everett Smith». Marcus sostiene che le canzoni di quel periodo rappresentino la resurrezione dello spirito dell'Antologia di Smith.
Tra l'ottobre e il novembre del 1967 Dylan ritornò in studio a Nashville accompagnato solo da Charlie McCoy al basso, Kenny Buttrey alla batteria e Pete Drake alla chitarra. Alla fine dell'anno venne pubblicato John Wesley Harding, il suo primo album dall'incidente motociclistico. È una raccolta di brevi canzoni calme e contemplative, calate in un paesaggio a metà tra l'America occidentale e la Bibbia. La povertà degli strumenti, abbinata ai testi che affrontano con serietà la tradizione ebraico-cristiana, segna un allontanamento sia dai precedenti lavori sia dal fervore per la nascente musica psichedelica. L'album include All Along the Watchtower, il cui testo deriva dal Libro di Isaia, 21,1-12. La canzone è stata rifatta da Jimi Hendrix, la cui famosa versione è stata riconosciuta dallo stesso Dylan come definitiva nelle note della raccolta Biograph. A prova di questo, fin dal 1974 Dylan e la sua band suonarono la canzone con un arrangiamento più vicino alla versione di Hendrix che a quella presente in John Wesley Harding.
Woody Guthrie morì il 3 ottobre 1967 e Dylan fece la sua prima apparizione live in venti mesi a un concerto in memoria di Guthrie tenutosi alla Carnegie Hall il 20 gennaio 1968.
L'album successivo, Nashville Skyline (1969), è di fatto un album country tradizionale suonato da musicisti di Nashville e cantato con una voce calda. Contiene un duetto con Johnny Cash e il singolo Lay Lady Lay, scritto per la colonna sonora di Un uomo da marciapiede, che non è stato consegnato in tempo per l'uscita del film. Durante la registrazione dell'album Dylan incontrò Carl Perkins, assieme al quale scrisse Champaign Illinois, che venne inclusa nell'album On Top di Perkins, in uscita per l'anno successivo. Nel maggio del 1969 partecipò alla prima puntata del nuovo programma televisivo di Johnny Cash, duettando con lui le canzoni Girl from the North Country, It Ain't Me Babe e Living the Blues. Dopo questa partecipazione Dylan volò in Inghilterra per suonare come artista principale al festival dell'Isola di Wight il 31 agosto 1969, dopo aver rifiutato di partecipare al festival di Woodstock perché troppo vicino a casa sua.
All'inizio degli anni settanta i critici accusarono il lavoro di Dylan di varia e altalenante qualità. Il giornalista del Rolling Stone e ammiratore di Dylan scrisse l'ormai famosa domanda «Cos'è questa merda?» dopo aver ascoltato per la prima volta Self Portrait (1970). In generale Self Portrait, un doppio LP contenente alcune canzoni inedite, fu molto criticato. Verso la fine dello stesso anno Dylan pubblicò New Morning, considerato un ritorno in forma. Sempre nel 1970 Dylan scrisse I'd Have You Anytime assieme a George Harrison, che venne poi inclusa come traccia d'apertura dell'album dell'ex beatle All Things Must Pass (che contiene anche una cover di una canzone di Dylan, If Not for You).
La sua inaspettata apparizione al Concerto per il Bangladesh di George Harrison del 1971 (da cui fu tratto l'album triplo The Concert for Bangla Desh) è universalmente elogiata, in particolare una stizzosa versione di A Hard Rain's A-Gonna Fall. Comunque, i progetti di un nuovo album, di uno special televisivo e del ritorno in tour finirono in niente.
L'unica ulteriore attività in studio nel 1970 consistette nella registrazione di due canzoni, East Virginia Blues e Nashville Skyline Rag, registrate in dicembre col suonatore di banjo Earl Scruggs e i suoi figli, Randy e Gary, che apparvero nell'album Earl Scruggs Performing With His Family And Friends (1971).
Tra il 16 e il 19 marzo 1971 fece alcune registrazioni ai Blue Rock Studios, un piccolo studio di registrazione nel Greenwich Village a New York. Durante le sessioni vennero registrati tre singoli, Watching The River Flow, When I Paint My Masterplace e George Jackson, ma non un album. L'unico LP pubblicato tra il 1971 e il 1972 è stato Bob Dylan's Greatest Hits Vol. II, che contiene alcune rielaborazioni delle allora inedite I Shall Be Released e You Ain't Got Nowhere col cantante Happy Traum. Il 4 novembre 1971 Dylan registrò il singolo George Jackson che venne pubblicato la settimana successiva. Nel novembre del 1971 Dylan registrò una serie di sessioni mai pubblicate col poeta Allen Ginsberg alla Record Plant di New York, con l'intenzione di includerle nell'album di Ginsberg Holy Soul Jelly Roll. Le sessioni portarono alla registrazione di tracce come Vomit Express, September On Jessore Road e Jimmi Barman, come alcune composizioni inedite di Ginsberg e alcune poesie musicate di William Blake. Ginsberg è il cantante principale in molte delle canzoni, mentre Dylan si limita ad accompagnarlo con la chitarra, l'armonica e la voce. Non è dato di sapere se queste registrazioni siano state pubblicate ufficialmente, ma esistono alcuni bootleg in circolazione.
Nel maggio 1971 il Time investigò sulla voce secondo cui Dylan avrebbe donato soldi alla Jewish Defense League di Rabbi Kahane. Dylan negò di aver dato dei soldi alla JDL, ma disse di Kahane che «È un ragazzo veramente sincero; ha veramente messo tutti insieme». Rabbi Kahane disse che Dylan assistette ad alcuni meeting della Jewish Defense League in modo da scoprire «quello che siamo a tutto tondo».
Nel 1972 Dylan partecipò alla realizzazione del film western Pat Garrett e Billy Kid di Sam Peckinpah, scrivendone la colonna sonora e recitando nel ruolo minore di Alias, un membro della banda di Billy the Kid. A dispetto dello scarso successo del film, che in seguito divenne comunque un vero e proprio cult, la canzone Knockin' on Heaven's Door ha resistito nel tempo ed è stata rifatta da più di centocinquanta musicisti.

### Di nuovo on the road

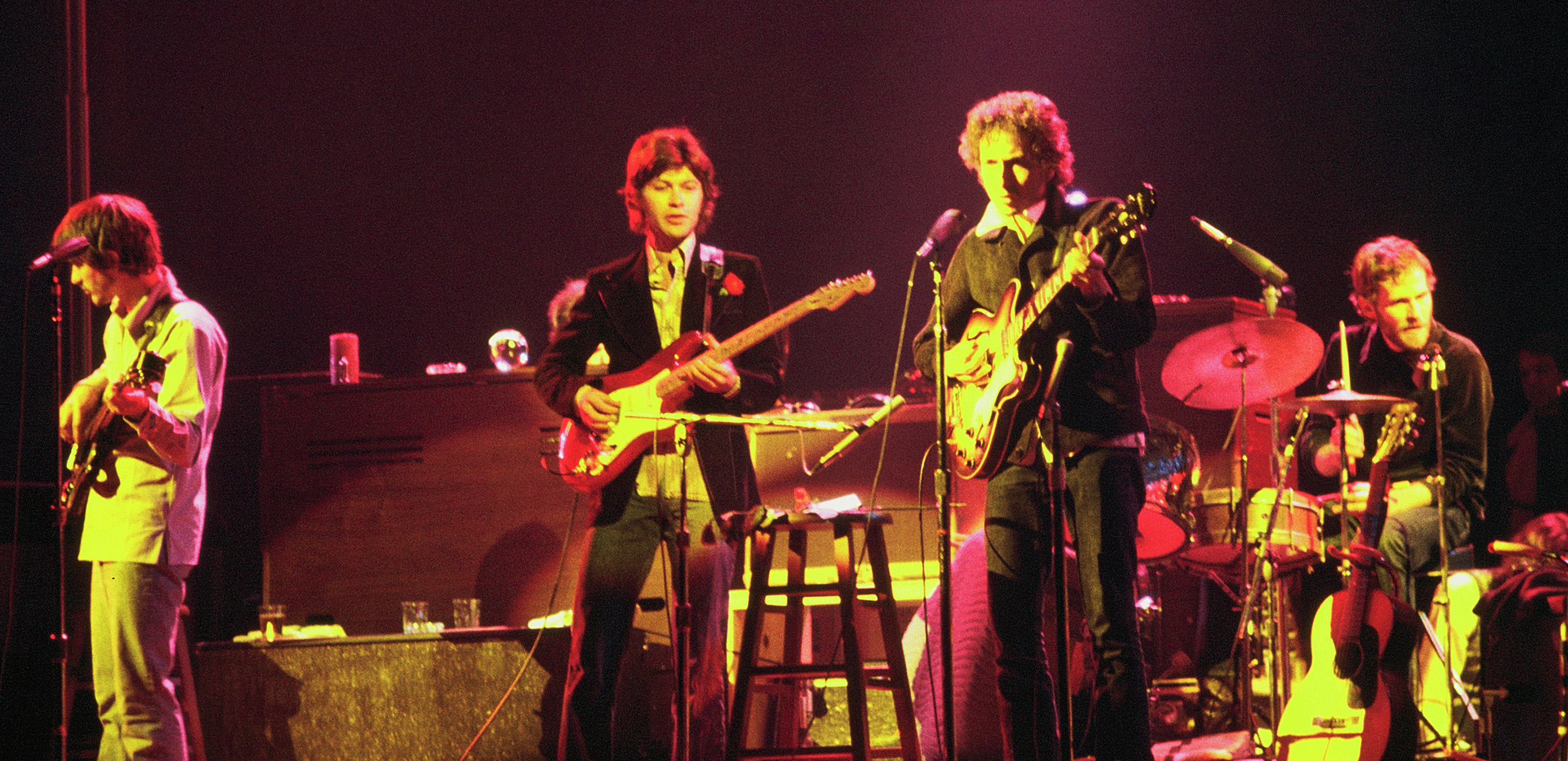
Bob Dylan in concerto con The Band nel 1974 a Chicago

Nel 1973 Dylan contribuì con una sua canzone, Wallflower, come chitarrista e voce solista all'album Doug Sahm and Band, di Doug Sahm, pubblicato dalla Atlantic Records. La prima versione della canzone è stata pubblicata in The Bootleg Series Volumes 1-3. Quando scadde il contratto con la Columbia Records Dylan firmò con la Asylum Records, la neonata casa discografica di David Geffen, e registrò Planet Waves con The Band mentre facevano le prove per un tour. L'album contiene due versioni di Forever Young. Christopher Ricks connetté il ritornello della canzone alla Ode su un'urna greca di John Keats (soprattutto per quanto riguarda il verso "For ever painting, and for ever young"), e Dylan rispose: «La scrissi pensando a uno dei miei ragazzi senza voler essere troppo sentimentale». La canzone rimane una delle più suonate nei concerti e un critico la descrisse come «qualcosa di innografico e profondo che parla del padre che è in Dylan». Nello stesso momento la Columbia Records pubblicò Dylan, una caotica raccolta di outtakes (quasi esclusivamente cover), che viene interpretata come una volgare rivalsa nei confronti di Dylan che aveva cambiato etichetta discografica. Nel gennaio 1974 Dylan e The Band partirono per il Bob Dylan and The Band Tour of North America. Il promotore, Bill Graham, disse che ebbe più richieste di biglietti che per qualsiasi altro tour di un singolo artista. Un doppio LP live fu pubblicato col titolo Before the Flood dalla Asylum Records.

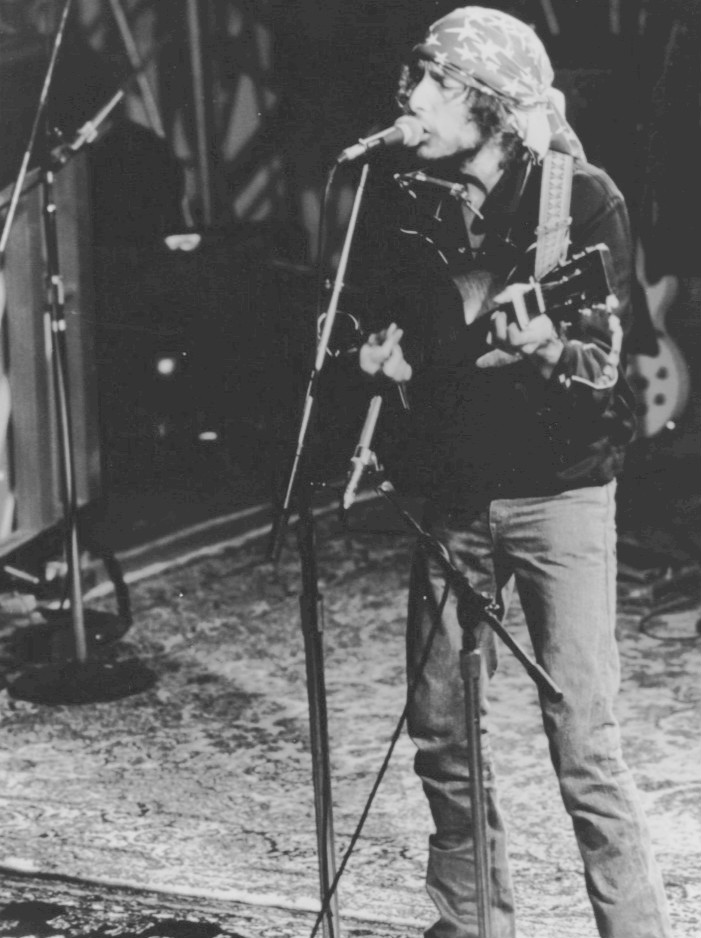
Bob Dylan nel 1976

Dopo il tour, Dylan e sua moglie si allontanarono dalla vita pubblica. Dylan riempì un piccolo bloc notes rosso con canzoni riguardanti i suoi problemi materiali, e velocemente registrò un nuovo album intitolato Blood on the Tracks nel settembre del 1974. La notizia del nuovo album presto trapelò e le aspettative crebbero, ma Dylan ne ritardò l'uscita, e alla fine dell'anno registrò nuovamente le canzoni al Sound 80 Studios a Minneapolis con il fratello David come assistente alla produzione. In questo periodo Dylan ritornò alla Columbia Records che ripubblicò gli album registrati per la Asylum.
Pubblicato all'inizio del 1975, Blood on the Tracks venne accolto in modo contrastante. In NME, Nick Kent scrisse che «gli accompagnamenti spesso così scadenti suonano come dei meri esercizi». Jon Landau del Rolling Stone scrisse che «l'album è stato fatto con la tipica roba di scarto». Comunque, negli anni i critici hanno cominciato a considerarlo uno dei migliori album di Dylan, forse l'unico rivale della trilogia della metà degli anni sessanta.
Nel sito Salon.com, Bill Wyman scrisse che «Blood on the Tracks è il suo unico album senza difetti e il migliore che abbia mai pubblicato; ogni canzone è costruita in modo disciplinato. È il suo album più mite e allo stesso tempo il più sgomento, e sembra, con il senno di poi, aver conquistato il sublime equilibrio tra la sua musica della metà degli anni sessanta, influenzata dal tormento logorroico dei suoi eccessi, e le impacciate semplici composizioni degli anni immediatamente successivi all'incidente motociclistico». Le canzoni descrivono un Dylan più profondo ed esplicito. Un anno dopo Dylan registrò in duetto la canzone Buckets of Rain con Bette Midler nel suo album Songs for the New Depressions anche se inizialmente voleva registrare una versione di Friends.
Nell'estate del 1975 Dylan scrisse la prima canzone di protesta di successo in dodici anni, sposando la causa del pugile Rubin "Hurricane" Carter, che era stato imprigionato per triplice omicidio a Paterson, nel New Jersey. Dopo aver incontrato Carter in prigione, Dylan scrisse Hurricane, sostenendo la sua innocenza. A dispetto della sua durata (8 minuti e 32 secondi), la canzone fu pubblicata come singolo e arrivò al trentatreiesimo posto nella classifica di Billboard, e venne suonata da Dylan in ogni data del tour successivo, la Rolling Thunder Revue.

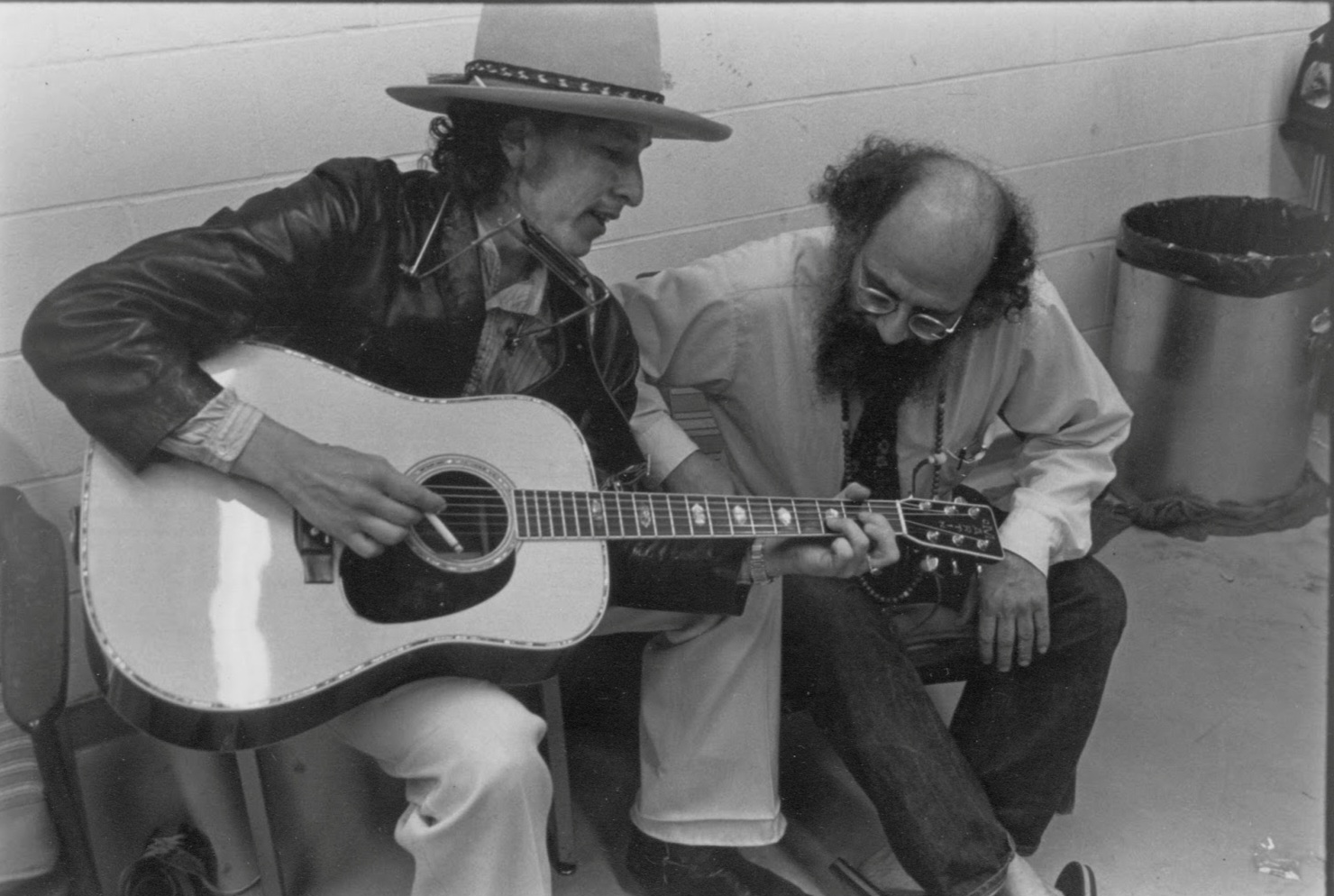
Bob Dylan e Allen Ginsberg

Il tour era uno spettacolo mutevole fatto da molti artisti, la maggior parte dei quali erano del circuito folk del Greenwich Village, tra cui T-Bone Burnett; Allen Ginsberg; Ramblin' Jack Elliott; Steven Soles; David Mansfield; l'ex frontman dei Byrds, Roger McGuinn; il chitarrista inglese Mick Ronson; Scarlet Rivera, una violinista scoperta da Dylan mentre stava andando a una prova, con la custodia del violino sulla schiena; e Joan Baez, con la quale Dylan tornerà a suonare insieme dopo più di dieci anni dall'ultima volta. Successivamente anche Joni Mitchell si unì alla compagnia. Il poeta Allen Ginsberg accompagnava la compagnia d'attori e allestiva le scene per il film che Dylan stava contemporaneamente girando. Sam Shepard era inizialmente impiegato come scrittore per il film, ma finì per seguire il tour come un cronista informale.
La Rolling Thunder Revue si compose di due tour, uno alla fine del 1975 e l'altro all'inizio del 1976, tra i quali venne pubblicato Desire (1976). Nell'album sono incluse molte delle nuove canzoni di Dylan che sembrano un diario di viaggio, e risentono dell'influenza del suo nuovo collaboratore, Jaques Levy. Il tour del 1976 fu documentato da un concerto andato in onda in uno special televisivo, Hard Rain, poi uscito come LP. Non un album live fu più acclamato e atteso di quello pubblicato nel 2002 come quinto volume della serie ufficiale del bootleg di Dylan, The Bootleg Series Vol. 5: Bob Dylan Live 1975, The Rolling Thunder Revue, che documenta il tour del 1975. Il singolo Rita May, un outtake dalle registrazioni di Desire, preceduto dalla versione di Hard Rain di Stuck Inside of Mobile with the Memphis Blues Again fu pubblicato come per promuovere entrambi gli album.
Il tour del 1975 servì da sfondo per il film di quasi quattro ore che Dylan stava girando, Renaldo and Clara, composto da una parte narrativa disordinata e improvvisata mescolata a spezzoni del concerto e reminiscenze. Pubblicato nel 1978, il film ricevette brutte recensioni, per non dire severe, ed ebbe una breve trasposizione teatrale. Più tardi, lo stesso anno, Dylan ripubblicò il film con una durata di due ore dominato dalle performance del concerto per essere più largamente distribuito.
Nel novembre del 1976 Dylan partecipò al concerto d'addio di The Band al fianco di altre star come Joni Mitchell, Muddy Waters, Van Morrison e Neil Young. L'acclamato film del concerto, The Last Waltz, venne pubblicato nel 1978 e contiene metà dell'esibizione di Dylan. In quell'anno Dylan scrisse e duettò con Eric Clapton la canzone Sign Language, inclusa nell'album No Reason To Cry. Nel 1977 contribuì come accompagnamento canoro all'album di Leonard Cohen Death of a Ladies' Man, prodotto da Phil Spector.
Street Legal venne pubblicato nel 1978 e i testi sono tra i più complessi e coesivi dell'opera dylaniana. La qualità del suono non fu delle migliori per un problema di missaggio attribuito alle modalità di registrazione che ovattava il suono di gran parte degli strumenti fino alla versione rimasterizzata pubblicata quasi un quarto di secolo dopo.

### Rinato

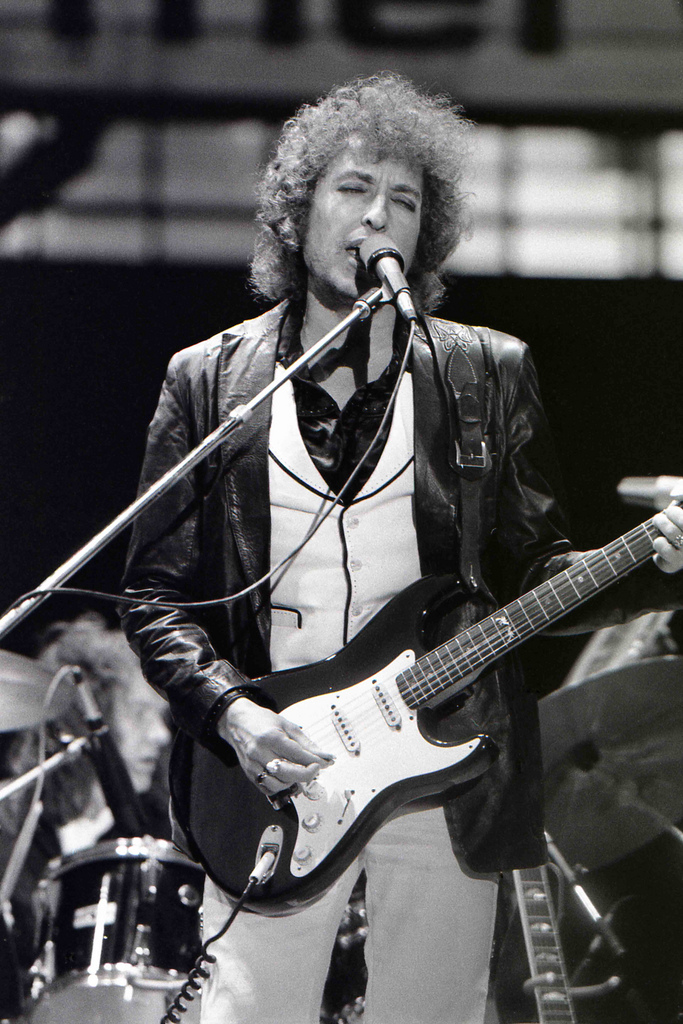
Bob Dylan nel 1978

Alla fine del 1978 Dylan divenne un cristiano rinato. L'attrice Mary Alice Artes, sua fidanzata, e la corista Helena Springs lo convinsero a entrare in una chiesa evangelica nel 1978 e a farsi battezzare.
Dal gennaio all'aprile del 1979 Dylan frequentò una classe di biblistica evangelica alla Vineyard School of Discipleship a Reseda, nel sud della California. Il pastore Kenn Gulliksen dichiarò: «Larry Myers e Paul Edmond andarono nella casa di Dylan e gli amministrarono i sacramenti. Rispose dicendo "Sì", lui in effetti vuole Cristo nella sua vita. E pregò quel giorno e ricevette il Signore». Dylan pubblicò due album di musica gospel cristiana. Slow Train Coming (1979) è generalmente considerato il più completo dei due, e vinse il Grammy Award come miglior cantante per la canzone Gotta Serve Somebody. È questo il primo album di Dylan in cui c'è la presenza di due componenti dei Dire Straits, Mark Knopfler e il batterista Pick Withers.
Il secondo album evangelico, Saved (1980), ricevette critiche contrastanti, anche se Kurt Loeder di Rolling Stone scrisse che era molto superiore, musicalmente, al suo predecessore. Mentre era in tour tra l'autunno del 1979 e la primavera del 1980, Dylan non volle suonare nessuna delle sue vecchie, laiche canzoni, e faceva dichiarazioni sulla propria fede dal palco, come questa: «Anni fa loro… dicevano che ero un profeta. Io dico "No, non sono un profeta", loro dicono "Sì, lo sei, tu sei un profeta". Io dicevo "No, non sono io". Loro dicono "Tu sicuramente sei un profeta": cercavano di convincermi di essere un profeta. Adesso prendo posizione e dico che Gesù Cristo è la risposta. Loro dicono "Bob Dylan non è un profeta". Non possono che occuparsene».
Robert Hilburn intervistò Dylan a proposito della sua nuova direzione nella sua musica per il Los Angeles Times. L'articolo di Hilburn, pubblicato il 23 novembre 1980, incomincia così: «Alla fine Dylan ha confermato in un'intervista quello che sta dicendo nella sua musica da diciotto mesi: è un cristiano rinato. Dylan dice che ha accettato Gesù Cristo nel suo cuore nel 1978 dopo "una visione e sensazione" durante la quale la stanza si è mossa: "C'era una presenza nella stanza e non poteva essere nessun altro che Gesù Cristo"».
La sua rinascita cristiana fu impopolare per molti dei fan e degli amici musicisti. Poco prima di essere assassinato nel dicembre del 1980, John Lennon scrisse, senza riuscire a terminarla, Serve Yourself (Servi te stesso) in risposta della dylaniana Gotta Serve Somebody (Qualcuno lo devi servire). Nel 1981, mentre la fede cristiana di Dylan era ormai manifesta, il suo «temperamento iconoclasta» non era cambiato, come Stephen Golden scrisse nel New York Times: «Mr. Dylan mostra che né la sua età (ha quarant'anni) né la sua tanto pubblicizzata conversione alla rinascita cristiana ha alterato il suo temperamento essenzialmente iconoclasta».
Il direttore di Rolling Stone Jann Wenner scrisse la sua recensione di Slow Train Coming commentando: «Slow Train Coming è puro, vero Dylan, probabilmente il più puro e il più vero Dylan di sempre. Il simbolismo religioso è una logica progressione della visione manichea della vita e della sua dolorosa lotta con bene e male […] sino alla politica, all'economia e alla guerra che hanno fallito il tentativo di farci sentire meglio — come individui o come nazione — e noi guardiamo indietro a lunghi anni di rovina, quando forse il tempo per la religione è ritornato, e piuttosto improvvisamente, "come un ladro nella notte"».
Fin dall'inizio degli anni ottanta il rapporto tra Dylan e la religione ha suscitato dibattito tra fan e critici. Dylan molto probabilmente ha supportato il movimento Chabad Lubavitch e ha partecipato a molti rituali ebraici. Più recentemente è venuto alla luce il fatto che Dylan ha prestato servizio in alcune sinagoghe Chabald in varie ricorrenze importanti. Era presente a Woodbury, in una sinagoga di New York nel 2005 e ha servito per la Congregazione Beth Tafillah ad Atlanta, in Georgia, il 22 settembre 2007 (Yom Kippur), dove è stato chiamato a leggere la Torah per la sesta aliyah.
Nel 1997 disse a David Gates di Newsweek: «Ecco il rapporto tra me e il pensiero religioso. Questa è una verità assoluta: ho trovato la religiosità e la filosofia nella musica. Non l'ho trovata da altre parti. Canzoni come Let Me Rest on a Paceful Mountain o I Saw the Light sono la mia religione. Non aderisco ai rabbini, predicatori, evangelizzatori e tutto questo. Ho imparato più dalle canzoni che da qualsiasi altra entità. Le canzoni sono il mio lessico. Io credo nelle canzoni».
In un'intervista pubblicata nel New York Times il 28 settembre 1997 il giornalista Jon Pareles scrive che «Dylan ora aderisce a religioni non organizzate».

### Anni ottanta:Trust Yourself

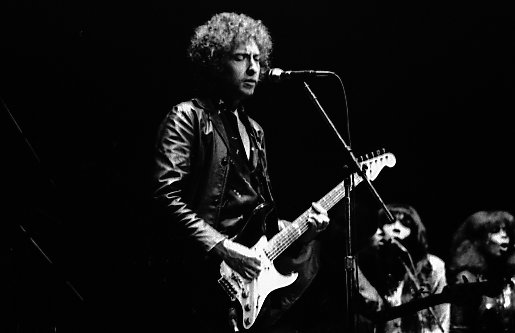
Bob Dylan live alla Massey Hall di Toronto, 1980

Nell'autunno del 1980 ritornò brevemente in tour, reintroducendo nella scaletta le sue canzoni più popolari degli anni sessanta, per una serie di concerti chiamati A Musical Retrospective. Shot of Love, registrato la primavera successiva, rappresenta la prima composizione laica di Dylan in più di due anni, mescolata a canzoni esplicitamente cristiane. L'ammaliante Every Grain of Sand secondo molti critici ricorda i versi di William Blake.
Negli anni ottanta la qualità dei lavori di Dylan fu altalenante, dal ben accolto Infidels del 1983 al vellutato Down in the Groove del 1988. Critici come Michael Gray condannano gli album degli anni ottanta sia per l'incuria delle registrazioni in studio sia per la mancata pubblicazione delle sue migliori canzoni.
Le registrazioni di Infidels produssero alcuni outtakes degni di nota, e molti hanno discusso sulla decisione di Dylan di escluderli dall'album. I più considerati sono Blind Willie McTell (un tributo al cantante blues morto e una straordinaria evocazione della storia afroamericana pensando agli "spettri delle navi della tratta"), Foot of Pride e Lord Protect My Child. Queste canzoni sono state pubblicate nell'album The Bootleg Series Volumes 1-3 (Rare & Unreleased) 1961-1991. Un'iniziale versione di Infidels, preparata dal produttore/chitarrista Mark Knopfler, conteneva arrangiamenti e tracklist differenti rispetto al prodotto finale.
Dylan prestò la sua voce per il singolo We Are the World, i cui proventi andarono in beneficenza per la carestia in Etiopia. Il 13 luglio 1985 apparve al climax del Live Aid tenutosi al JFK Stadium. Accompagnato da Keith Richards e Ron Wood, Dylan suonò una ruvida versione di Hollis Brown, una sua ballata sulla povertà rurale, e poi disse in mondovisione a una platea di più di un miliardo di persone: «Io spero che parte di questo denaro [...] forse loro possono prenderne una parte, forse... uno o due milioni, forse... e usarli per pagare le ipoteche su alcune fattorie che i contadini devono pagare alle banche». Questa sua frase è stata criticata come inappropriata, ma ispirò Willie Nelson a organizzare una serie di eventi di beneficenza, i Farm Aid, per ridurre i debiti dei contadini americani.
Nel 1986 Dylan fece un'incursione nella musica rap, partecipando all'album Kingdom Blow, di Kurtis Blow. In un arrangiamento in parte fatto da Debra Byrd (una delle cantanti di supporto di Dylan) e Wayne K. Garfield (un socio di Blow), Dylan prestò la voce per il brano Street Rock. In Chronicles - Volume 1 Dylan scrisse «Blow [...] mi aveva aggiornato sul genere Ice-T, Public Enemy, N.W.A., Run DMC. Questa non era gente che andava in giro a darsi delle arie, [...] erano tutti poeti e sapevano come stavano le cose».
Nel luglio 1986 Dylan pubblicò Knocked Out Loaded, un album costituito da tre cover (di Little Junior, Kris Kristofferson e il gospel tradizionale Precious Memories), tre collaborazioni con altrettanti cantautori (Tom Petty, Sam Shepard e Carole Bayer Sager), e due composizioni a firma di Dylan stesso. L'album ricevette soprattutto critiche negative: Rolling Stone lo definì «una cosa deprimente», e fu il primo album di Dylan dai tempi di Freewheelin' a non entrare nella Top 50. Fin da allora alcuni critici hanno definito la canzone di undici minuti scritta in collaborazione con Sam Shepard, Brownsville Girl, il lavoro di un genio, e alcuni siti web affermano che l'intero album sia stato largamente sottovalutato.

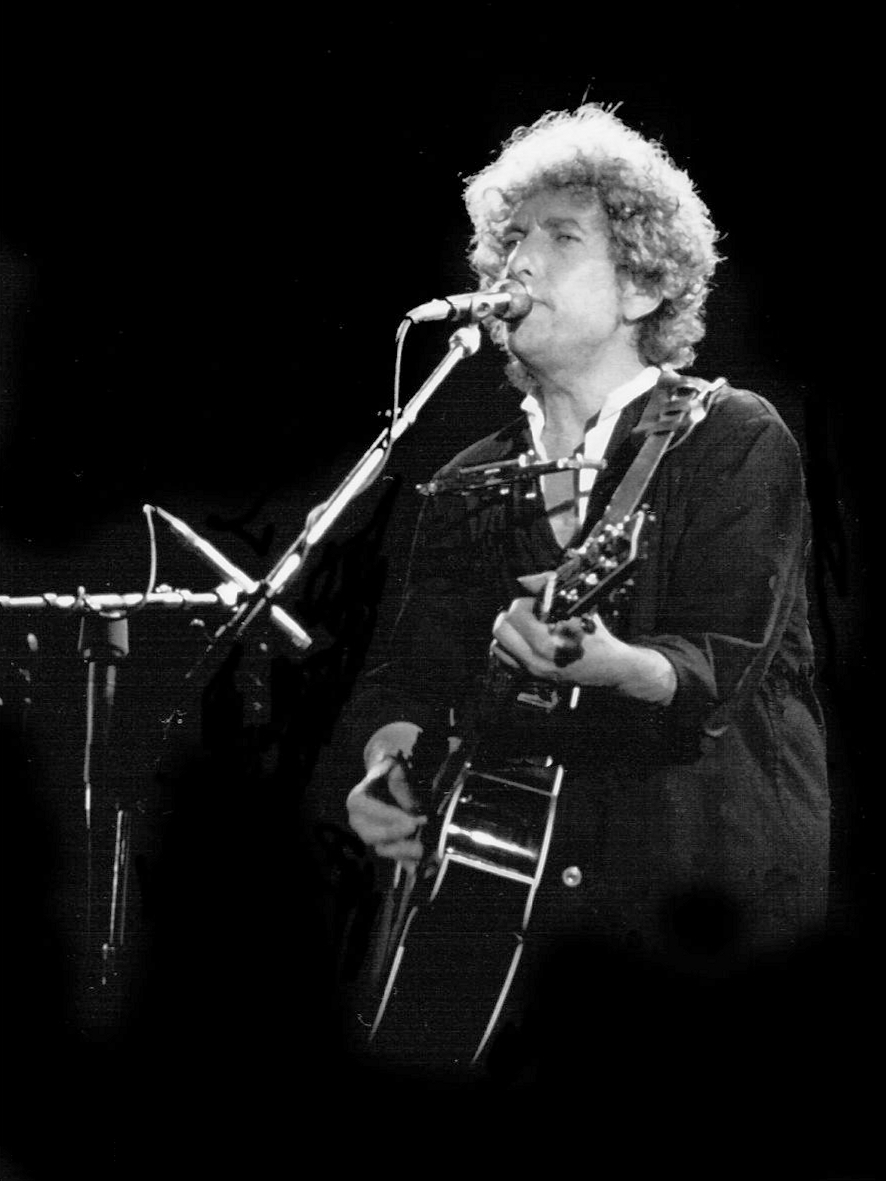
Bob Dylan live a Barcellona nel 1984

Tra il 1986 e il 1987 Dylan ha partecipato a una lunga tournée con Tom Petty and The Heartbreakers, duettando con Petty in molte occasioni ogni concerto. Il tour è stato filmato per il documentario Hard to Handle diretto da Gillian Armstrong. Dylan partecipò anche al tour dei Grateful Dead nel 1987, documentato poi dall'album Dylan & The Dead, che ricevette alcune critiche negative. Dopo aver suonato con queste diverse formazioni Dylan incominciò quello che è poi stato battezzato Never Ending Tour il 7 giugno 1988, suonando con una piccola band composta dal chitarrista G. E. Smith. Dylan continuerà a fare concerti con questa piccola band sempre in continua evoluzione per i seguenti diciannove anni.
Nel 1987 Dylan recitò nel film di Richard Marquand Hearts of Fire, nel quale interpretò il ruolo di una rockstar fallita finita a lavorare per un allevatore di pollame di nome Billy Parker che viene lasciato dalla sua amante adolescente per un giovane cantante. Dylan contribuì anche alla colonna sonora con due canzoni originali, Night After Night e I Had a Dream About You, Baby, così come con una cover della canzone The Usual di John Hiatt. Il film è stato un flop sia per le critiche sia per il botteghino.
Dylan è stato inserito nella Rock and Roll Hall of Fame il 20 gennaio 1988. Nel discorso di presentazione, Bruce Springsteen disse: «Bob Dylan ci ha liberato la mente come Elvis ci ha liberato il corpo. Ci ha dimostrato che solo perché la musica è fisicamente innata non significa che sia anti-intellettuale». Più tardi quella primavera Dylan si unì a Roy Orbison, Jeff Lynne, Tom Petty e George Harrison per creare il fortunato album Traveling Wilburys. Nonostante la morte di Oribson nel dicembre del 1988, il resto del gruppo pubblica un secondo album nel maggio del 1990 intitolato inaspettatamente Traveling Wilburys Vol. 3.
Per Dylan gli anni ottanta finirono con le molte critiche ricevute dall'album Oh Mercy del 1989, fortemente influenzato dal produttore Daniel Lanois. La canzone Most of the Time, una canzone d'amore, è stata utilizzata nel film Alta fedeltà, mentre What Was It You Wanted? È stata interpretata sia come catechismo sia come un ironico commento alle aspettative della critica e dei fan.. Il denso immaginario religioso di Ring Them Bells spinse molti critici a considerarla come una riaffermazione della fede in Dylan. Scott Marchall scrisse che «Quando Dylan canta che "il sole sta calando/sulla vacca che è sacra" è lecito supporre che la mucca sacra qui sta per la biblica metafora per tutti i falsi dei. Per Dylan, il mondo alla fine saprà che c'è un unico Dio». Dylan girò anche alcuni video musicali in questo periodo, ma solo Political World trovò spazio regolarmente su MTV.

### Anni novanta:Not Dark Yet

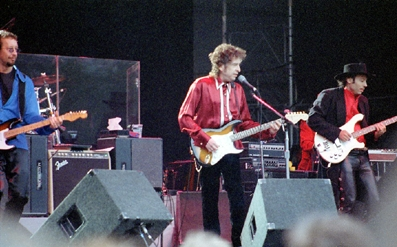
Bob Dylan in concerto a Stoccolma, Svezia, nel 1996

Gli anni novanta incominciarono con la pubblicazione di Under the Red Sky (1990), un dietro front rispetto al serioso Oh Mercy. L'album venne dedicato a "Gabby Goo Goo", il soprannome che Dylan aveva dato alla sua figlia di quattro anni, e contiene alcune canzoni che sono solo apparentemente semplici, come Under the Red Sky e Wiggle Wiggle. All'album parteciparono George Harrison, Slash dei Guns N' Roses, David Crosby, Bruce Hornsby, Stevie Ray Vaughan e Elton John. A dispetto del cast stellare, l'album non piacque né al pubblico né alla critica, che dovranno aspettare ben sette anni per ascoltare altre canzoni inedite di Dylan.
Nel 1991, in occasione dei suoi cinquant'anni, venne introdotto nella Minnesota Music Hall of Fame. Nello stesso anno gli venne conferito il Grammy award alla carriera: durante la cerimonia, presentata da Jack Nicholson, Dylan eseguì una provocatoria versione di Masters Of War, evidentemente ispirata alla guerra del Golfo da poco iniziata.
L'anno seguente una nutrita schiera di illustri colleghi rese omaggio ai suoi trent'anni di carriera in un concerto tenutosi al Madison Square Garden di New York, documentato l'anno dopo nell'album The 30th Anniversary Concert Celebration. In quei mesi partecipò anche a un breve tour con Carlos Santana.
Per alcuni anni Dylan ritornò alle radici con due album di cover di vecchie canzoni blues e folk: Good as I Been to You (1992) e World Gone Wrong (1993), in cui suona solamente con la chitarra acustica. Molti critici hanno commentato la quieta bellezza della canzone Lone Pilgrim scritta da un'insegnante del XIX secolo e cantata da Dylan con grande reverenza. Un'eccezione a questo ritorno alle radici fu la collaborazione con Michael Bolton nel 1991 per la canzone Steel Bars, inclusa nell'album di Bolton Time, Love & Tenderness. Venticinque anni dopo il famoso rifiuto di suonare al Festival di Woodstock del 1969, Dylan partecipò all'evento commemorativo Woodstock '94. Nel 1995 Dylan registrò un concerto per MTV Unplugged. Dylan avrebbe voluto suonare canzoni tradizionali, ma prevalsero le richieste della Sony di suonare le sue canzoni più famose. L'album che documenta il concerto, MTV Unplugged, include John Brown, una canzone inedita del 1963 sulla devastazione della guerra e sullo sciovinismo. Lo stesso anno Dylan prestò voce e chitarra alla reinterpretazione di The Ballad of Hollis Brown in collaborazione con Mike Seeger, poi pubblicata nell'album Third Annual Farewall Reunion.
Con una serie di canzoni probabilmente scritte mentre era bloccato dalla neve nel suo ranch in Minnesota, Dylan prenotò alcune sessioni di registrazione con Daniel Lanois al Criteria Studios di Miami nel gennaio del 1997 che secondo molti furono cariche di tensione. Più tardi quella stessa primavera, prima della pubblicazione dell'album, Dylan fu ricoverato in ospedale con una infezione al cuore che poteva risultargli fatale, una pericardite causata da istoplasma. Il suo già programmato tour Europeo venne cancellato, ma Dylan uscì presto dall'ospedale. «Ho veramente pensato che presto avrei visto Elvis», dichiarò in seguito. A metà estate Dylan ritornò in tour, e in una prima data si esibì davanti a papa Giovanni Paolo II al Congresso eucaristico nazionale a Bologna (27 settembre). Il pontefice davanti a una folla di duecentomila persone fece un sermone basato sul testo di Blowin' in the Wind.
Il mese di settembre vide l'uscita del nuovo album, prodotto da Daniel Lanois, dal titolo Time Out of Mind. Con il suo amaro giudizio sull'amore e morbose meditazioni, il primo album inedito dopo sette anni venne acclamato. Inaspettatamente l'album venne apprezzato anche da un pubblico giovane, in particolare la canzone d'apertura, Love Sick. Queste canzoni complesse fecero vincere a Dylan il suo primo Grammy come album solista dell'anno. La canzone d'amore Make You Feel My Love venne rifatta sia da Garth Brooks sia da Billy Joel.
Nel dicembre del 1997 l'allora presidente degli Stati Uniti d'America Bill Clinton presentò Dylan al Kennedy Center Honor nella East Room della Casa Bianca, tributandolo così: «Probabilmente ha avuto più impatto sulla mia generazione di qualsiasi altro artista. La sua voce e le sue liriche non sono sempre state facili da ascoltare, ma attraverso la sua carriera Bob Dylan non ha mai mirato alla simpatia. Ha disturbato la pace e messo a disagio i potenti».
Nel 1998 Dylan partecipò all'album Clinch Mountain Country di Ralph Stanley, duettando con lui. Tra giugno e settembre del 1999 andò in tournée con Paul Simon. Suonarono molte canzoni insieme a ogni concerto, come I Walk the Line e Blue Moon Of Kentucky. Dylan finì gli anni novanta ritornando sul grande schermo dopo dieci anni nel ruolo di Alfred, lo chauffeur al fianco di Ben Gazzara e Karen Black in Paradise Cove di Robert Clapsaddle.

### 2000 e oltre: Things Have Changed

#### 2000-2003
Con la sua canzone del 2000 Things Have Changed, scritta per il film Wonder Boys, vinse un Golden Globe e un Oscar come miglior canzone originale. Per ragioni ignote, Dylan portò l'Oscar (secondo alcune voci un facsimile) in tournée, appoggiandolo su un amplificatore durante i concerti.
Love and Theft venne pubblicato l'11 settembre 2001. Dylan stesso produsse l'album sotto lo pseudonimo di Jack Frost; il suo suono particolare è dovuto soprattutto agli accompagnamenti, Tony Garnier, bassista e leader della band, suonò con Dylan per dodici anni, più a lungo di qualsiasi altro musicista. Larry Campbell, un abile chitarrista, ha suonato in tour con Dylan dal 1997 a tutto il 2004. L'altro chitarrista, Charlie Sexton, e il batterista David Kemper, oltre a suonare nei concerti, hanno anche suonato in Time Out of Mind. L'album fu accolto positivamente dalla critica e candidato per alcuni Grammy Award. I critici fecero notare come Dylan, in quest'ultimo periodo della sua carriera, avesse ampliato i suoi orizzonti musicali. Lo stile di quest'ultimo album comprende rockabilly, western swing, jazz e infine ballate lounge.
Love and Theft generò delle controversie quando vennero notate alcune similitudini con le liriche di Confessions of a Yakuza dello scrittore giapponese Junichi Saga. Non è chiaro se Dylan abbia intenzionalmente plagiato l'opera di Saga, il suo addetto stampa non ha mai rilasciato dichiarazioni in merito.
Tra Love and Theft e l'album successivo (che verrà pubblicato cinque anni più tardi) Dylan registrò canzoni (sia inedite sia cover) per alcuni progetti differenti. I Can't Get You Off of My Mind è il contributo di Dylan all'album tributo a Hank Williams Timeless, pubblicato nel settembre del 2001. Il 2002 vide l'uscita della sua versione di Train Of Love, inclusa poi nell'album Kindred Spirits, un album tributo a Johnny Cash. Dylan registrò la canzone per una trasmissione televisiva su Johnny Cash andata in onda nell'aprile del 1999. Introducendola, Dylan ringraziò Cash per «aver preso le mie parti in un lontano passato». Nel 2002 Solomon Burke registrò una versione della sconosciuta canzone di Dylan Stepchild per il suo Don't Give Up on Me. Mentre la canzone non era mai apparsa come registrazione di studio, ci sono alcuni di bootleg in circolazione risalenti alla fine degli anni settanta. Nel febbraio del 2003 la lunga ballata Cross the Green Mountain, scritta e registrata da Dylan, fu pubblicata come traccia di chiusura della colonna sonora del film di guerra Gods and Generals, e poi apparsa come una delle quarantadue canzoni rare nell'edizione dell'album Bob Dylan: The Collection scaricabile dall'iTunes Music Store. Venne anche prodotto un video musicale in promozione del film.
Nel 2003 uscì il film Masked and Anonymous, nato dalla collaborazione tra Dylan e il produttore televisivo Larry Charles, che vide la partecipazione di molti attori famosi. Dylan e Charles scrissero il film con gli pseudonimi di Rene Fontane e Sergei Petrov. Data la difficoltà di decifrare molte delle sue canzoni, Masked and Anonymous ebbe poco successo nei cinema, e fu criticato da molti dei maggiori critici. Pochi capirono la visione oscura e misteriosa degli Stati Uniti come una repubblica delle banane lacerata dalla guerra.

#### 2004-2006

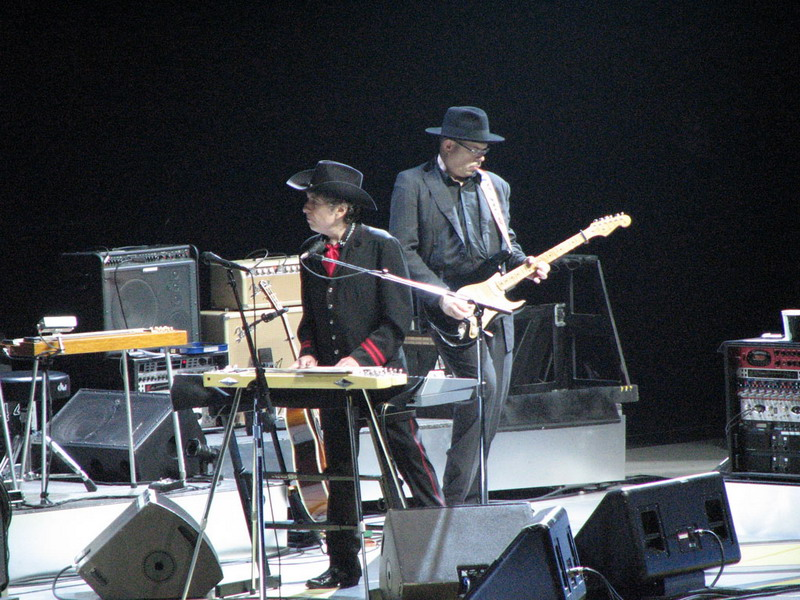
Dylan live a Toronto

Il 23 giugno 2004 Dylan fu insignito con una laurea ad honorem dall'università di St. Andrews, diventando così "Dottore della Musica". Il professore Neil Corcoran della facoltà di inglese, autore di una serie di saggi su Dylan intitolati Do You Mr Jones: Bob Dylan with the Poets and the Professors, nel suo discorso di presentazione disse che «Per molti di noi, Bob Dylan è stato un'estensione delle nostre coscienze e parte della loro crescita». Questa è solo la seconda volta che Dylan ha accettato una laurea ad honorem, la prima gli era stata conferita dalla Princeton University nel 1970.
Il documentario di Martin Scorsese No Direction Home: Bob Dylan andò in onda il 26 e il 27 settembre 2005 nel canale BBC2 nel Regno Unito e sulla PBS negli Stati Uniti. Il documentario si concentra negli anni tra l'arrivo a New York nel 1961 e l'incidente motociclistico del 1966 ed è composto da interviste con Suze Rotolo, Liam Clancy dei Clancy Brothers, Joan Baez, Allen Ginsberg, Mark Spoelstra, Dave Van Ronk, Bob Neuwirth e molti altri, oltre che con lo stesso Dylan. Il film venne premiato con un Peabody Award nell'aprile 2006 e con un Columbia duPont Award nel gennaio 2007. Contemporaneamente al documentario venne pubblicata una colonna sonora nell'agosto del 2005 contenente molto materiale inedito dei primi anni di Dylan intitolata The Bootleg Series Vol. 7: No Direction Home: The Soundtrack.
Dylan stesso ritornò in studio in diverse occasioni nel 2005 in cui registrò Tell Ol'Bill per il film North Country - Storia di Josey. La canzone è inedita, anche se basata su I Never Love But One di The Carter Family.
Nel febbraio 2006 Dylan registrò alcune canzoni a New York che formeranno l'album Modern Times, pubblicato il 29 agosto 2006. In una pubblicizzata intervista per promuovere l'album, Dylan criticò la qualità del suono delle moderne registrazioni e dichiarò che «probabilmente suonano dieci volte meglio nello studio quando le registriamo».
A dispetto delle dicerie che accusavano di grossolanità la voce di Dylan (il critico del Guardian ha criticato il suo modo di cantare nell'album come «catarrale rantolo di morte»), molti critici diedero all'album un alto punteggio e lo descrissero come l'ultimo episodio di fortunata trilogia composta anche da Time Out of Mind e Love and Theft. Tra le canzoni più menzionate ci sono Workingman's Blues #2 (il titolo è un omaggio alla canzone omonima di Merle Haggard), e la canzone finale, Ain't Talkin', una talking blues di nove minuti in cui Dylan sembra stia camminando «attraverso una avvolgente oscurità, prima di svanire definitivamente nel buio». Modern Times fece notizia per aver esordito alla numero uno della classifica degli Stati Uniti, per la prima volta da Desire del 1976. L'album raggiunse la vetta della classifica anche in Australia, Canada, Danimarca, Irlanda, Nuova Zelanda, Norvegia e Svizzera.
Candidato per tre Grammy Awards, Modern Times vinse il premio per il "Miglior album di musica folk americana contemporanea" e Bob Dylan vinse il premio come "Miglior Performance vocale solista" con il brano Someday Baby. Modern Times fu nominato album dell'anno nel 2006 da Rolling Stone e da Uncut nel Regno Unito.
In contemporanea all'uscita dell'album l'iTunes Music Store pubblicò Bob Dylan: The Collection, una raccolta digitale contenente tutti i suoi album di studio (733 tracce in totale), quarantadue tra canzoni rare e inediti e un libretto di cento pagine. Per promuovere questa raccolta e il nuovo album su iTunes, la Apple fece uno spot televisivo di trenta secondi in cui Dylan, vestito in stile country/western, canta in playback Someday Baby contro uno sfondo bianco.
Nel settembre del 2006 Scott Warmuth, un disc jockey di Albuquerque notò delle somiglianze tra i testi di Modern Times e la poesia di Henry Timrod, il "Poeta laureato della Southern Confederacy". Un grande dibattito si scatenò nelle colonne del New York Times e di altri giornali sulla natura del "prestito" all'interno della musica folk e nella letteratura.
Il 3 maggio 2006 Dylan esordì come conduttore radiofonico con la prima puntata del suo programma settimanale Theme Time Radio Hour, per la XM Satellite Radio. Ogni puntata era concentrata su un tema come "Fiori", "Lacrime", "La Bibbia", "Uomini ricchi, uomini poveri", la puntata su baseball fu anche inclusa nella National Baseball Hall of Fame nel giugno del 2006. La scaletta musicale era composta da canzoni classiche e sconosciute degli anni trenta, quaranta e cinquanta, oltre ad alcune canzoni suonate da Dylan stesso prese dal repertorio dei Blur, Prince, Billy Bragg & Wilco, Mary Gauthier e anche LL Cool J e The Streets. Ogni puntata era introdotta da alcune frasi lette con voce sensuale dall'attrice Ellen Barkin. La BBC Radio 2 cominciò la trasmissione del programma nel Regno Unito il 23 dicembre 2006, e la BBC 6 Music cominciò a trasmetterla il mese successivo. Il programma ricevette gli elogi dei fan e dei critici per il modo in cui Dylan comunicò i suoi gusti eclettici in fatto di musica con eleganza e umorismo eccentrico. L'autore musicale Peter Guralnick commentò: «Con questo spettacolo, Dylan bussa nel suo profondo amore - e voglio far notare la sua fede - per il mondo musicale intero. Sento come i suoi commenti spesso riflettano lo stesso apprezzamento per l'umana commedia di cui è cosparsa la sua musica». Dopo cinquanta puntate di successo, la seconda stagione del programma è cominciata il 19 settembre 2007 e terminata il 2 aprile 2008.

#### 2007-2009

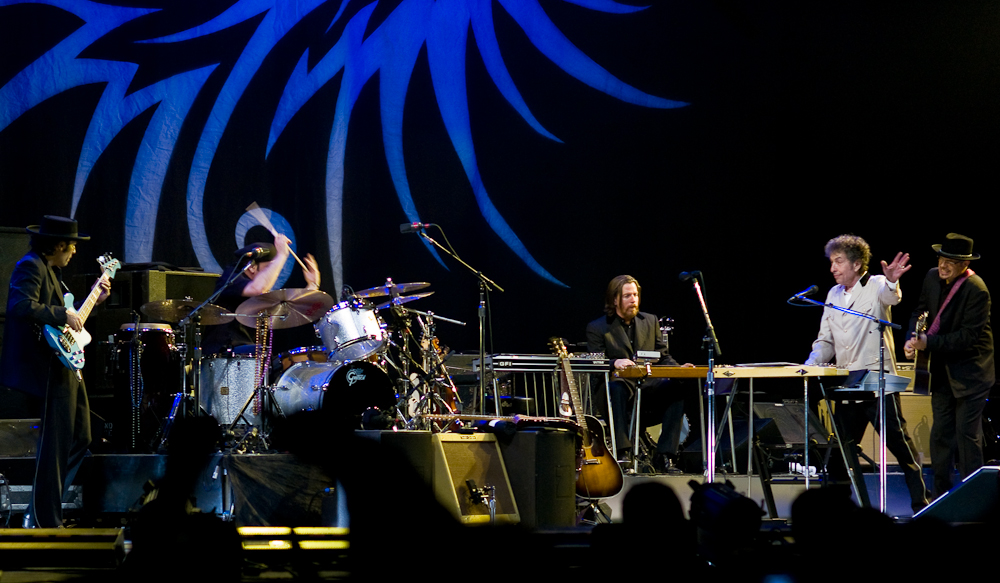
Bob Dylan (a destra) in concerto a Oslo nel 2007

Il 2007 vide l'uscita il 24 aprile di una nuova canzone, Huck's Tune, scritta e registrata per la colonna sonora del film Le regole del gioco.
Nell'agosto del 2007 venne annunciata la vincita del Leone d'Oro per il film I'm Not There, scritto e diretto da Todd Haynes, che sostiene di essersi ispirato «alla musica e alle molte vite di Bob Dylan». Nel film sei diversi personaggi rappresentano differenti aspetti della vita di Dylan, che viene interpretato da sei diversi attori: Christian Bale, Cate Blanchett, Marcus Carl Franklin, Richard Gere, Heath Ledger e Ben Whishaw. (Un settimo personaggio, un'incarnazione di Dylan simile a Charlie Chaplin, era presente nella sceneggiatura, ma venne tagliato dal copione.) Il titolo del film deriva da una misteriosa canzone suonata nelle sessioni di registrazione di The Basement Tapes che non è mai stata pubblicata. Registrazioni del 1967 vennero incluse nella colonna sonora del film, tutte le altre tracce sono cover di canzoni di Dylan registrate appositamente per il film da diversi artisti tra cul Stephen Malkmus, Jeff Tweedy, Willie Nelson, Cat Power e Tom Verlaine.
Commentando le diverse identità di Dylan, e il perché della scelta di sei attori differenti per ritrarre Dylan, Haynes scrive: «Nel momento in cui provi a prendere e tenere con te Dylan, lui non è a lungo dov'era. È come una fiamma: se provi a prenderla con le mani sicuramente ti bruci. La vita di Dylan in cambiamento e le costanti sparizioni e le costanti trasformazioni ti fanno agognare di prenderlo, per trascinarlo giù e inchiodarlo. Ed è questo il motivo per cui i suoi fan sono così ossessivi, così desiderosi di trovare la verità e l'assolutezza e le risposte da lui - pensate che Dylan non provvederà mai a questo e sarete solamente frustrati… Dylan è difficile e misterioso ed evasivo e frustrante, e ti permette di identificarlo maggiormente come un'identità marginale».
Il 1º ottobre la Columbia Records pubblicò un triplo CD intitolato semplicemente Dylan, che raccoglie un'antologia di tutta la sua carriera. Come parte della campagna pubblicitaria per l'album, usando il logo Dylan 07, venne chiesto al produttore inglese Mark Ronson di produrre un remix di Most Likely You Go Your Way (And I'll Go Mine), pubblicata in Blonde on Blonde (1966). Fu la prima volta che Dylan approvò un remix di una sua canzone famosa. Il singolo venne pubblicato in ottobre, ma non incluso nella tracklist di Dylan.
L'artificiosità della campagna pubblicitaria del Dylan 07 fa pensare che il profilo commerciale di Dylan sia più alto nel primo decennio del nuovo millennio che negli anni novanta. Nel 2004 molta pubblicità circondò la decisione di Dylan di partecipare a uno spot televisivo per Victoria's Secret, e nell'ottobre del 2007 Dylan apparve in una campagna pubblicitaria per promuovere la Cadillac Escalade del 2008. Dedicò anche un'ora del suo programma radiofonico alla Cadillac.
Pubblicato in ottobre, il DVD The Other Side of the Mirror: Bob Dylan Live at the Newport Folk Festival 1963-1965 contiene materiale inedito e racconta dei cambiamenti stilistici di Dylan dalla prima volta che partecipò al festival all'ultima. Il documentario venne trasmesso da BBC Four il 14 ottobre 2007. Il regista Murray Lerner commentò: «Nel corso dei tre concerti di Newport, Dylan divenne più conscio del suo potere. Il suo carisma era sorprendente. Con l'elettricità e la radio fece quello che Yeats, Lorca, T. S. Eliot and Ezra Pound non erano riusciti a fare. Aveva raggiunto il grande pubblico con la poesia».
La Random House pubblicò il libro di disegni e dipinti di Dylan Drawn Blank nel 1994. Il direttore di gallerie d'arte tedesco Ingrid Mössinger propose a Dylan di esibire questi lavori. Il risultato fu che nell'ottobre del 2007 venne inaugurata al pubblico la prima personale di Dylan, The Drawn Blank Series, al Kunstsammlungen di Chemnitz, composta di 170 acquerelli e guazzi. L'editore Prestekl Verlag, simultaneamente, pubblicò il catalogo della mostra. Gli stessi disegni saranno in mostra in una galleria d'arte di Londra dal 14 giugno 2008.
Alla fine del 2007 Dylan registrò una nuova versione di A Hard Rain's A-Gonna Fall in esclusiva per l'expo mondiale di Saragozza del 2008, ed è stato scritturato per l'apertura della fiera l'8 giugno dal tema "l'acqua e lo sviluppo sostenibile". Così come ha scelto la band locale Amaral per registrare la versione della canzone in spagnolo, la nuova versione finisce come alcune parole non cantate sul suo «essere orgoglioso di far parte di una missione per fare dell'acqua un bene sicuro e pulito per ogni umano che vivrà in questo mondo».
Nel febbraio 2008 Dylan ha pubblicato una personale selezione nella serie Artist's Choice dell'etichetta Starbucks Entertainment. Le sedici canzoni includono artisti conosciuti come Billie Holiday e Flaco Jimenez, vecchie canzoni preferite di Stanley Brothers e Junior Wells, e di artisti meno conosciuti come Pee Wee Crayton e la cantante etiope Gétatchéw Kassa. Dylan ha anche contribuito alle note dell'album, in cui descrive l'importanza storica di ogni artista.
Nel 2008 Dylan vince il Premio Pulitzer alla carriera per «il profondo impatto sulla musica e la cultura popolare americane, grazie a composizioni liriche dallo straordinario potere poetico».
Attualmente Dylan sta curando il progetto per mettere in musica alcuni testi "perduti" di Hank Williams, in maniera simile a quello che fecero Billy Bragg e Wilco con le canzoni di Woody Guthrie nell'album Mermaid Avenue. Dylan sta curando il progetto in collaborazione con Jack White, Willie Nelson, Lucinda Williams, Alan Jackson e Norah Jones. Il progetto ha avuto inizio quando Dylan prese i testi dalla ventiquattr'ore di Williams la notte del decesso.
Ad aprile 2009 è stato pubblicato l'album Together Through Life, che ha avuto un buon successo di vendite ed è composto da dieci tracce e prodotto da Dylan stesso sotto lo pseudonimo di Jack Frost, già usato in alcuni album precedenti.
Per il 13 ottobre ha pubblicato un album di canzoni natalizie dal titolo Christmas in the Heart, composto da standard natalizi come Little Drummer Boy e Here Comes Santa Claus. Le royalties raccolte negli Stati Uniti verranno devolute in beneficenza alla Feeding America e serviranno a sfamare presumibilmente 1,4 milioni di famiglie nel periodo natalizio. A questo proposito Dylan ha dichiarato: «È una tragedia che, solo negli Stati Uniti, 25 milioni di persone - 7 dei quali bambini - vadano a letto affamate e si sveglino la mattina dopo senza avere la certezza di quando e come potranno mangiare. [...] Ho deciso di fare questo piccolo gesto, che forse contribuirà - almeno durante le feste - a risolvere i problemi di parte di queste persone».

#### 2010-2011
Dylan ha suonato l'8 febbraio 2010 alla Casa Bianca durante una serata di gala in onore dei diritti civili. La serata è stata presieduta dal presidente degli Stati Uniti Barack Obama e da sua moglie. Dylan non aveva mai suonato alla Casa Bianca prima d'allora e ha eseguito un solo brano, The Times They Are A-Changin'.
In occasione dei suoi 70 anni è stato pubblicato il libro Bob Dylan. Play a song for me. Testimonianze con testi di Joan Baez, Stefano Benni, Fabrizio De André, Carlo Feltrinelli, Richard Gere, Allen Ginsberg, Francesco Guccini, Jack Nicholson, Fernanda Pivano, Bruce Springsteen, Patrizia Valduga e una nota di Alessandro Carrera (a cura di Giovanni A. Cerutti) con diverse presentazioni tra Torino, al Salone del Libro, Vercelli, al Festival internazionale di poesia civile, a Milano alla vigilia dell'unico concerto italiano del 2011.

#### Concerti recenti e il Never Ending Tour
Dylan ha suonato in circa cento date all'anno negli anni novanta e duemila, un programma più ricco di quello di altri artisti che intrapresero la carriera negli anni sessanta. Il Never Ending Tour continua, ancorato al bassista Tony Garnier e altri musicisti di talento più conosciuto dai musicisti stessi che dal pubblico. Per il dispiacere del pubblico, Dylan rifiuta di fare un'operazione nostalgia. I suoi arrangiamenti rielaborati, il gruppo in continua evoluzione e un approccio sperimentale al canto rendono la musica imprevedibile sera dopo sera, e molti fan se ne sono lamentati. Per sopperire al venir meno della sua estensione vocale, Dylan ricorse a una tecnica che venne chiamata "upsinging". Un critico ha descritto la tecnica come uno «smantellare melodie per esprimere frasi in un tono monotono e finirle un'ottava più alte».

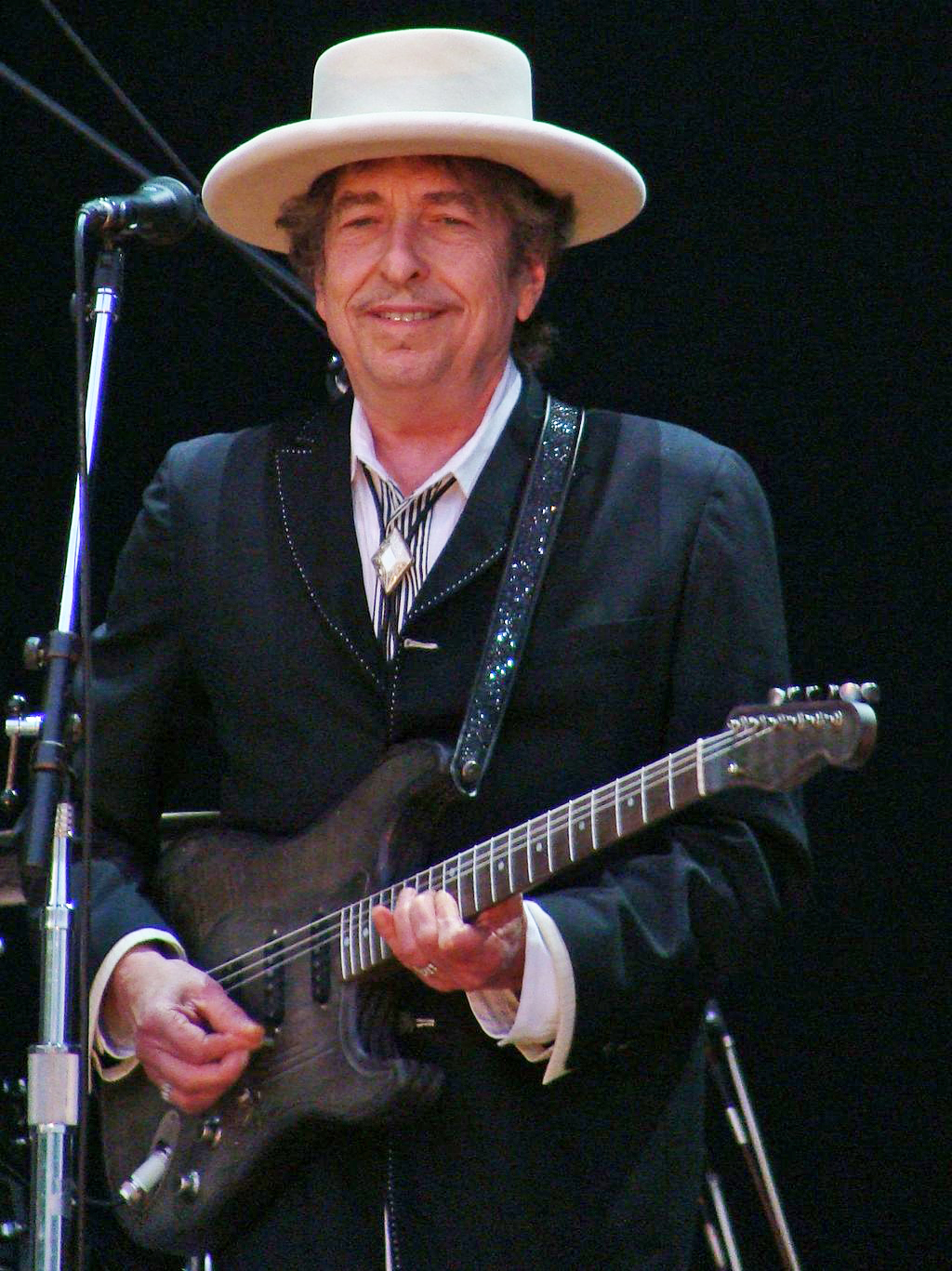
Bob Dylan in concerto nel 2010

Per due anni e mezzo, tra il 2003 e il 2006, Dylan suonò esclusivamente la tastiera anziché la chitarra. Varie dicerie sono circolate sul perché di questa scelta, nessuna veramente attendibile. Secondo David Gates, un giornalista di Newsweek che intervistò Dylan nel 2004, «[Dylan] fondamentalmente capì che la sua chitarra non gli dava un suono abbastanza pieno che in fondo gli mancava (sei corde sulla chitarra, dieci dita sulla tastiera). Pensò di scritturare un tastierista così da non doverla suonare lui stesso, ma non riuscì a trovarlo. "La maggior parte del tastieristi", disse, "vogliono essere solisti, e io voglio un suono d'accompagnamento"».
La band di Dylan ha due chitarristi al fianco di un musicista polistrumentista che suona steel guitar, mandolino, banjo e violino. Dal 2002 al 2005 la tastiera di Dylan aveva un suono da pianoforte, ma nel 2006 cominciò a suonare come un organo. All'inizio del tour europeo della primavera del 2007, Dylan suonò la prima metà del concerto con una chitarra elettrica e la seconda con la tastiera. All'inizio del 2008 il sito ufficiale di Bob Dylan annunciò una prossima data del Never Ending Tour a Dallas, seguita da un tour in Messico e in Sud America tra febbraio e marzo. Il 15 giugno 2008 ha effettuato un concerto a Trento al Palazzo delle Albere, evento straordinario per la città.
Nel 2009 Bob Dylan ha effettuato tre concerti in Italia il 15 aprile a Milano (Assago) al Mediolanum Forum, il 17 a Roma al Palalottomatica, e infine il 18 a Firenze al Nelson Mandela Forum. Nel marzo 2010 il tour ha toccato il Giappone (la cosa non avveniva dal 2001) con numerose date: le città coinvolte sono state Tokyo, Osaka e Nagoya e, sempre nel tour 2010, non mancano le date italiane. Infatti il 15-16-18 giugno si è esibito rispettivamente a Padova, Viareggio e Parma.
Nel 2011 Bob Dylan e i membri della sua band, affiancati dall'ex leader dei Dire Straits Mark Knopfler, approdano in Italia con quattro date: il 9 novembre presso il Palasport di Padova; l'11 novembre al Nelson Mandela Forum di Firenze; il 12 novembre nel PalaLottomatica di Roma; il 14 presso il Mediolanum Forum di Assago.

#### 2012-2019
Nel 2012 viene realizzato l'album Chimes of Freedom - The Songs of Bob Dylan, omaggio al cantautore con alcune cover di suoi brani realizzate da vari esecutori (tra cui Sting, Patti Smith, Pete Seeger, Diana Krall, Marianne Faithfull, Jackson Browne e altri). Il 16 luglio, partecipa come 'unica data italiana' alla manifestazione "collisioni" a Barolo (CN).
Il 17 luglio, con un comunicato sul sito ufficiale del cantautore, viene annunciata l'imminente uscita di Tempest, un nuovo album contenente dieci canzoni. La title track di quasi quattordici minuti è una ballata sull'affondamento del Titanic, con riferimenti al film di James Cameron del 1997; la traccia conclusiva, Roll On John, è un accorato tributo all'amico John Lennon. Si tratta di un album con tonalità più cupe e aggressive dei precedenti, sebbene ne condivida la linea stilistica.
Il titolo dell'album venne inizialmente inteso da alcuni come un chiaro riferimento all'ultima opera di William Shakespeare, The Tempest. Ciò è stato presto smentito da Dylan, che ha rimarcato la differenza tra The Tempest e Tempest, aggiungendo: "Sono due titoli diversi".
L'album è stato pubblicato il 10 settembre nel Regno Unito, l'11 settembre negli Stati Uniti e nel resto d'Europa; è stato preceduto dal singolo Duquesne Whistle, pubblicato il 28 agosto 2012. Tempest ha ottenuto una ricezione entusiastica da parte del pubblico e recensioni molto buone anche da parte della critica, distinguendosi come il suo miglior album dopo l'acclamata "trilogia" di Time Out of Mind, Love and Theft e Modern Times..
Nel novembre 2013 Dylan ha esordito anche nel mondo della scultura con una mostra di opere in ferro alla Halcyon Gallery di New Bond Street di Londra. Queste sculture comprendono una serie di ‘cancelli’ realizzati assemblando, con la saldatura, utensili in ferro come pinze e chiavi inglesi, ferri di cavallo, tritacarne, vecchi ingranaggi e materiali di recupero di ogni genere.
Il 4 novembre 2014, la Columbia Records/Legacy Recordings pubblica The Bootleg Series Vol. 11: The Basement Tapes Complete, cofanetto di 6 CD contenenti 138 tracce provenienti dalle leggendarie sessioni "in cantina" del 1967.
Nel dicembre 2014, Dylan annuncia la prossima uscita del suo nuovo album, Shadows in the Night, fissata per il 3 febbraio 2015. L'album è una raccolta di cover di brani di Frank Sinatra, del quale Dylan è un grande ammiratore da sempre.
Il 3 febbraio esce l'album Shadows in the Night, a seguito del quale parte il tour internazionale che tocca anche l'Italia. Esce il Bootleg Series Vol. 12: The Cutting Edge in tre diverse edizioni: quella base, con una raccolta in 2CD, quella deluxe con tracce selezionate in 6 CD e una Collector's Edition di 18 CD, contenente le sessioni complete per gli album Bringing It All Back Home, Highway 61 Revisited e Blonde on Blonde tenutesi tra 1965 e 1966.
Nel maggio del 2016 viene pubblicato Fallen Angels, album che raccoglie interpretazioni di brani della tradizione statunitense insieme con altre reinterpretazioni di canzoni di Sinatra. Esce il gigantesco box set The 1966 Live Recordings di 36 CD. Contiene ogni show registrato del tour 1966. Lo show del 17 maggio 1966 di Manchester era già stato pubblicato sul Bootleg Series Vol. 4 nel 1998.
Il 13 ottobre 2016, l'Accademia svedese assegna a Dylan il Premio Nobel per la Letteratura, con la seguente motivazione: «Per aver creato nuove espressioni poetiche all'interno della grande tradizione della canzone americana».
Dopo aver annunciato una serie di date in programma in Europa per la primavera del 2017, il 31 gennaio annuncia l'imminente uscita (prevista per il 31 marzo) di Triplicate, il primo album triplo in oltre 50 anni di carriera. In Triplicate sono contenute 30 nuove registrazioni di classici della tradizione americana, i tre album si chiamano rispettivamente: Til The Sun Goes Down, Devil Dolls e Comin’ Home Late. L'album giunge alle nomination dei Grammy Awards 2018, nella categoria Miglior album pop tradizionale. A novembre esce The Bootleg Series Vol. 13: Trouble No More 1979–1981, il tredicesimo capitolo della serie dei Bootleg, questa volta incentrato sul periodo della conversione al Cristianesimo.
Il Never Ending Tour di Bob Dylan passa nuovamente per l'Italia, a distanza di tre anni dall'ultima volta. Sono addirittura nove le date, tutte in aprile, le prime sei a inizio mese e le ultime tre a fine mese: Roma (tre show), Firenze, Mantova, Milano, Genova, Jesolo e Verona. Esce il Bootleg Series Vol. 14: More Blood, More Tracks, che contiene le sessioni complete, tenutesi nel settembre e nel dicembre 1974, per l'album Blood on the Tracks. Con sette concerti al Beacon Theatre di New York tra novembre e dicembre, dove già l'anno precedente ne aveva tenuti cinque, sempre a novembre, e con lo show che inaugura il restaurato MET di Philadelphia, Dylan chiude il suo tour 2018 con 84 show, proprio come era accaduto nel 2017.
Le prime due tranche del tour 2019 sono entrambe in Europa, la prima in primavera (dal 31 marzo al 7 maggio) e la seconda, più breve, in estate (dal 21 giugno al 14 luglio). I concerti sono un po' meno rispetto a quelli tenuti nello stesso periodo nel 2018. Viene annunciata la pubblicazione del nuovo documentario di Martin Scorsese riguardante Bob Dylan. Il regista statunitense aveva già dedicato a Dylan il suo No Direction Home, documentario del 2005 nel quale racconta degli esordi del cantautore fino al suo mitico tour del 1966. Dylan fu anche intervistato per l'occasione. L'opera si intitola Rolling Thunder Revue: A Bob Dylan Story by Martin Scorsese. Si occupa della prima parte della Rolling Thunder Revue, quella che ebbe luogo nel 1975. Nel film compare anche Dylan in quella che è la prima intervista video degli ultimi quindici anni. Il docufilm, che insieme a interviste e filmati del 1975 quasi tutti inediti presenta al suo interno anche una storia fittizia creata dal regista, esce per Netflix il 12 giugno. La sera precedente, cinema selezionati di poche città in tutto il mondo mandano il film in anteprima esclusiva. L'unica città italiana nella lista è Bologna, che organizza l'evento l'11 giugno all'Arena Puccini. Come sorta di compendio del film esce, il 7 giugno, un box set di 14 CD intitolato The 1975 Live Recordings: Rolling Thunder Revue, sulla falsariga dell'ancora più enorme box set The 1966 Live Recordings (2016). Il nuovo box comprende cinque show completi, prove pre-tour e performance varie. Il 1º novembre 2019 esce il Bootleg Series Vol. 15: Travelin' Thru 1967-1969, 3 CD che contengono alcune versioni alternative di canzoni pubblicate su John Wesley Harding registrate nel 1967, brani tratti dalle sessioni di Nashville Skyline e Self Portrait, tenutesi nel 1969, le registrazioni effettuate con Johnny Cash il 17 e 18 febbraio 1969, i brani eseguiti da Bob Dylan durante il celebre Johnny Cash Show, sempre nel 1969, e un breve volo nel 1970 con alcune registrazioni effettuate insieme a Earl Scruggs. La terza tranche del tour 2019 attraversa grossa parte degli Stati Uniti e giunge infine a New York, con dieci show al Beacon Theatre. Si tratta per Dylan di una delle più lunghe strisce di concerti nella stessa location in tempi recenti. Il tour si chiude l’8 dicembre a Washington. A fine anno gli show totali saranno 77.

#### 2020
A mezzanotte del 27 marzo il cantautore pubblica sul web, a distanza di otto anni dall'ultimo brano originale, un nuovo inedito, Murder Most Foul, della durata di 16 minuti e 54 secondi, che diventa il brano più lungo mai registrato da Dylan. Muovendo dall'assassinio di John Fitzgerald Kennedy, il testo ripercorre alcuni punti centrali della storia culturale statunitense degli Anni sessanta e non solo fino a sfociare in una lunga lista di canzoni che il narratore chiede che siano suonate da Wolfman Jack, un noto DJ statunitense attivo negli anni sessanta e settanta. L'8 aprile Billboard comunica che Murder Most Foul ha ottenuto il primo posto nella classifica Rock Digital Song Sales, che registra gli acquisti ufficiali di brani diffusi soltanto sul web. Per la prima volta in carriera, Bob Dylan raggiunge il primo posto in una classifica Billboard, segnando l’ennesimo record della propria carriera. Prima di allora, Dylan aveva raggiunto tre volte il secondo posto nella Billboard Hot 100. Alcuni brani di Bob Dylan avevano già raggiunto il primo posto in classifiche Billboard, ma in tutti quei casi erano interpretati da altri autori, tra cui Peter, Paul and Mary e i Byrds. Alla mezzanotte del 17 aprile viene diffuso online un altro brano inedito, I Contain Multitudes. Il titolo è una citazione alla Song of Myself di Walt Whitman. Il testo, tra i tanti temi e personaggi che nomina, contiene riferimenti a Edgar Allan Poe, William Blake, Rolling Stones, David Bowie, Anna Frank e Indiana Jones.
L'8 maggio è pubblicato un terzo singolo, False Prophet, e contemporaneamente viene annunciata l'imminente uscita di Rough and Rowdy Ways, un nuovo disco di canzoni originali, che esce il 19 giugno 2020 e ottiene recensioni straordinarie. L'uscita del doppio vinile viene invece fissata al 17 luglio. I numeri relativi a vendite e streaming di Rough and Rowdy Ways sono da record. L'album raggiunge il primo posto nella classifica album UK. È il nono album di Dylan a raggiungere la prima posizione nella classifica album UK: l'ultimo era stato Shadows in the Night nel febbraio 2015. Negli USA l'album raggiunge il secondo posto nella Billboard 200, il suo miglior risultato dal 2009, quando Together Through Life si piazzò al primo posto. Bob Dylan diviene il primo artista ad avere un album almeno nella Top 40 della Billboard 200 in ciascun decennio dagli Anni Sessanta a oggi. Grazie a Rough and Rowdy Ways Bob Dylan raggiunge per la prima volta anche la posizione di vetta della Billboard Artist 100.
A inizio dicembre viene resa pubblica la notizia che Bob Dylan ha sottoscritto un accordo con Universal Music Group per la vendita dei diritti di oltre 600 canzoni che coprono quasi 60 anni della sua carriera, per un valore di oltre 300 milioni di dollari.

#### 2021
Il 26 febbraio 2021 la Columbia Records pubblica 1970, un box set di 3 CD inerente alle sessioni di registrazione per gli album Self Portrait e New Morning, includendo la totalità dei brani registrati da Dylan insieme a George Harrison il 1º maggio 1970.
L'ottantesimo compleanno di Dylan nel maggio 2021 viene commemorato da una conferenza virtuale, Dylan@80, organizzata dal TU Institute for Bob Dylan Studies. Il programma prevedeva diciassette sessioni distribuite su tre giorni tenute da oltre cinquanta studiosi, giornalisti e musicisti, che hanno contribuito da tutto il mondo attraverso connessioni Internet.
Il 17 settembre viene pubblicato The Bootleg Series Vol. 16: Springtime in New York 1980–1985, sedicesimo album discografico di Bob Dylan appartenente alla serie Bootleg Series. La raccolta include outtakes degli album Shot of Love, Infidels, Empire Burlesque e vari brani provati durante le prove dei concerti dell'epoca.

#### 2022-2023
Dopo aver pubblicato il 1º novembre 2022 il libro da lui scritto The Philosophy of Modern Song, il 27 gennaio 2023 Dylan pubblica The Bootleg Series Vol. 17: Fragments - Time Out of Mind Sessions (1996-1997), in formati multipli. La versione da 5 CD include un remix dell'album del 1997 Time Out of Mind, "per suonare più come le canzoni si presentavano quando i musicisti le suonavano originariamente in studio" senza gli effetti e l'elaborazione che il produttore Daniel Lanois ha applicato in seguito; 25 outtake precedentemente inedite provenienti dalle sessioni per l'album; e un disco di esecuzioni dal vivo. Il 2 giugno esce l'album Shadow Kingdom, in contemporanea con il film Shadow Kingdom: The Early Songs of Bob Dylan di Alma Har'el, del quale però non è da considerarsi la colonna sonora. L'album è costituito da nuove incisioni di tredici brani musicali della prima metà della carriera di Dylan, più un nuovo pezzo strumentale intitolato Sierra's Theme.
Il 17 novembre 2023, Dylan pubblica The Complete Budokan 1978, che include la registrazione integrale dei concerti del 28 febbraio e 1º marzo 1978 a Tokyo.

#### 2024
Dylan contribuisce alla colonna sonora del film biografico Reagan, distribuito il 30 agosto 2024, con una reinterpretazione del brano di Cole Porter Don't Fence Me In. Il 20 settembre 2024 viene pubblicato The 1974 Live Recordings, un cofanetto di 27 CD relativi alle registrazioni del tour del 1974 di Bob Dylan & The Band, contenente 417 versioni dal vivo inedite in precedenza. Il 25 dicembre 2024 esce nelle sale cinematografiche statunitensi il film biografico A Complete Unknown diretto da James Mangold. La pellicola ripercorre la carriera di Dylan, interpretato nel film da Timothée Chalamet, dagli inizi fino alla celebre "svolta elettrica" del 1965.

## Vita privata

### Relazioni e figli
Agli albori della sua carriera è stato legato a Suze Rotolo, che ha avuto una grossa influenza nella sua scrittura e nel suo stile, e che compare abbracciata a lui nella copertina di The Freewheelin' Bob Dylan.
Intorno al 1964 ebbe una liaison sentimentale con l'allora superstar di Andy Warhol, Edie Sedgwick.
Dylan sposò Sara Lownds il 22 novembre 1965. Il loro primo figlio, Jesse Byron Dylan, nacque il 6 gennaio 1966. Dylan e Sara ebbero quattro figli: Jesse Byron, Anna Lea, Samuel Isaac Abraham e Jakob Luke (nato il 9 dicembre 1969). Dylan adottò anche la figlia del primo matrimonio di Sara, Maria Lownds (poi Dylan), nata il 21 ottobre 1961 e adesso sposata col musicista Peter Himmelman. Negli anni novanta il suo figlio più giovane, Jakob Dylan, si fece conoscere come cantante del gruppo The Wallflowers. Jesse Dylan è un regista cinematografico e un uomo d'affari di successo. Bob e Sara divorziarono il 29 giugno 1977.
Nel giugno del 1986 Dylan sposò una sua corista di lunga data, Carolyn "Carol" Dennis. La loro figlia, Desiree Gabrielle Dennis-Dylan nacque il 31 gennaio 1986 e la coppia divorziò nell'ottobre del 1992. Il loro matrimonio e la figlia rimasero segreti fino alla pubblicazione della biografia Down the Highway: The Life of Bob Dylan per opera di Howard Sounes nel 2001.

### Passioni e controversie
Bob Dylan, da sempre affascinato dal poker, scrisse alcune celebri canzoni con riferimento a questo gioco: Lily, Rosemary and the Jack of Hearts, Huck 's Tune, Rambling Gambling Willie. Nel romanzo autobiografico Chronicles, Dylan narra di come nel periodo del Greenwich Village, dopo ogni esibizione, il miglior modo di passare il tempo fosse giocare lunghissime partite a poker. Nella clip promozionale per l'album Love and Theft si vede chiaramente Dylan giocare una partita con il "mago delle carte" Ricky Jay.
Esistono però anche aspetti controversi della figura dylaniana che emergono in citazioni riguardo eccessi di alcol e droghe, il coinvolgimento in risse, la frequentazione di prostitute (Turner, «Watered Down Love», in Christianity Today, del 21 maggio 2001), (R. Palmer, Rock & Roll an Unruly History, pag. 3), (P. Brown, The Love You Make: An Insider's Story of the Beatles) e polemiche con il vicinato (a causa di un bagno chimico) nella sua residenza di Los Angeles (17 marzo 2009 da Il Messaggero).

## Credenze religiose
I read the scriptures a lot, meditate and pray, light candles in church. 
I believe in damnation and salvation, as well as predestination. 
The Five Books of Moses, 
leggo molto le Scritture, medito, prego e accendo le candele in chiesa. 
Credo nella salvezza, nella dannazione e nella predestinazione. 
(Bob Dylan, nel corso di un'intervista del 2022 per il Wall Street Journal)
Cresciuto a Hibbing, nel Minnesota, Dylan e la sua famiglia erano parte della piccola ma attiva comunità ebraica della zona, e nel maggio 1954 Dylan ebbe il suo bar mitzvah. All'epoca del suo trentesimo compleanno, nel 1971, Dylan visitò Israele, incontrandosi con Rabbi Meir Kahane, fondatore della Jewish Defense League con sede a New York.
Le prime dichiarazioni giovanili di Dylan nei confronti della religione si ebbero in occasione di un'intervista concessa alla rivista Sing Out! nel periodo nel quale stava incidendo il suo primo album. Egli disse a Izzy Young: «Non ho religione. Ho provato un mucchio di religioni diverse. Le Chiese sono divise. Non riescono a mettersi d'accordo, e nemmeno io. Non ho mai visto un dio, non posso dire niente finché non ne vedrò uno». Anche qualche anno più tardi, nel pieno della sua svolta elettrica di metà anni sessanta, Dylan rilasciò dichiarazioni sprezzanti nei confronti della religione, come documentato dal rockumentary Dont Look Back di D. A. Pennebaker. Nonostante ciò, risultava evidente anche allora l'attrazione di Dylan per le tematiche bibliche come serbatoio dell'immaginario popolare, e disseminò nelle sue canzoni molteplici riferimenti a parabole e profeti dell'Antico Testamento.
Bob Dylan è stato un sostenitore del movimento Chabad Lubavitch, e ha partecipato privatamente a qualche evento religioso ebraico. Nel settembre 1989 e nel settembre 1991, è apparso durante lo Chabad telethon.
Durante la fine degli anni settanta e l'inizio degli ottanta, Dylan si convertì al cristianesimo con grande fervore religioso. Dal gennaio all'aprile 1979, partecipò anche a delle classi di lettura e studio della Bibbia presso la Vineyard School of Discipleship di Reseda, California. Il Pastore Kenn Gulliksen ricorda: «Larry Myers e Paul Emond andarono a casa di Bob per portargli la parola del Signore. Egli rispose dicendo che voleva far entrare Cristo nella sua vita. E lui quel giorno pregò e ricevette il Signore». Dylan stesso dichiarò di aver accettato Gesù Cristo nel suo cuore nel 1978 dopo "una visione e sensazione" durante la quale la stanza si era mossa: «C'era una presenza nella stanza e non poteva essere nessun altro che Gesù Cristo».
Nel 1984, Dylan prese le distanze dal movimento dei "cristiani rinati". Disse a Kurt Loder di Rolling Stone: «Non ho mai detto di essere un "cristiano rinato". È solo una definizione dei media. Non penso di essere mai stato agnostico. Ho sempre pensato che esistesse un potere superiore, che questo non è il mondo reale e che esista un mondo che verrà». In risposta alla domanda di Loder che gli chiedeva se fosse affiliato a qualche chiesa o sinagoga, Dylan rispose sorridendo: «No davvero. Uh, forse la "Chiesa della Mente Avvelenata"». Nel 1997 Bob disse a David Gates di Newsweek:
In un'intervista pubblicata sul New York Times il 28 settembre 1997, il giornalista Jon Pareles riportò che "Dylan afferma di non appartenere a nessuna religione organizzata".
In un'intervista del 2022, rilasciata al Wall Street Journal, Dylan ha affermato di essere ancora religioso, di leggere le Scritture (anche il Nuovo Testamento) e di pregare molto.

## Ifan
La grande e attiva folla di ammiratori di Dylan scrive libri, saggi e fanzine a un ritmo forsennato. Mantengono una massiccia presenza di Dylan in Internet con notizie aggiornate quotidianamente: un sito raccoglie la scaletta di ogni concerto, un altro l'elenco dei bootleg che sono stati pubblicati e un altro in cui i visitatori possono scommettere sulla scaletta dei successivi concerti, oltre a migliaia di altri siti, più o meno amatoriali. All'interno, momenti della fine dei concerti, scaletta dei concerti e recensioni sono postati dai fan più accaniti.
The Dylan Pool, creato nel 2001, è stato fatto da CNN, CBC, BBC e la Associated Press, che scrisse: «The Dylan Pool riflette sia l'ossessivo interesse per la carriera di Dylan che continua da quarantacinque anni sia il modo in cui questo guerriero della strada ha strutturato la sua carriera». Questo permette un'interazione tra i fan mentre aggiungono un livello di competizione attraverso l'unico gioco online su Bob Dylan. Nell'estate del 2007 il sito venne chiuso ma alcuni fan avevano anticipato questa eventualità e lanciarono un nuovo sito:  theneverendingpool.com. URL consultato il 4 dicembre 2019 (archiviato dall'url originale il 29 giugno 2019)..
L'ex poeta laureato d'Inghilterra Andrew Motion è un supporter del lavoro di Dylan, così come Lou Reed, Bono, Neil Young, Bruce Springsteen, Tom Petty, The Go-Betweens, David Bowie, Bryan Ferry, Mike Watt, Roger Waters, Ian Hunter, Paul Simon, Fabrizio De André, Francesco De Gregori, David Gilmour, Nick Cave, Keith Richards, Patti Smith, Iggy Pop, Jack White, Noel Gallagher, Ronnie Wood, Trip Lucid, Glen Hansard, Robyn Hitchcock e
Tom Waits.
 ISIS Magazine. URL consultato il 26 luglio 2020 (archiviato dall'url originale il 26 agosto 2008). venne fondato nel 1985 ed è la più vecchia fanzine ancora in pubblicazione. Pubblicato fin dall'inizio da Derek Barker, il magazine bimestrale ha abbonati in trentadue paesi.

## Chronicles - Volume 1
Nell'ottobre del 2004 è stata pubblicata l'autobiografia di Dylan Chronicles - Volume 1, primo volume di una programmata trilogia in cui il cantante si sofferma sull'anno intercorso tra il suo arrivo a New York e la pubblicazione del primo album, focalizzando l'attenzione nel periodo antecedente il successo e ignorando gli eventi accaduti negli anni successivi. I dettagli sull'incidente motociclistico del quale fu vittima sono limitati a poche frasi. Diversi capitoli sono peraltro dedicati in maniera dettagliata a due album - New Morning (1970) e Oh Mercy (1989) - con considerazioni sulla collaborazione con il poeta Archibald MacLeish e il cantante-produttore Daniel Lanois. Nel capitolo relativo a New Morning, Dylan esprime il proprio disappunto per l'etichetta di «portavoce di una generazione» che gli era stata più volte attribuita da frange di ammiratori.
Un altro capitolo è dedicato alla spiegazione di uno stile chitarristico espresso in dettagli matematici che lui definisce come la chiave della sua rinascita degli anni novanta. Nonostante l'opacità di alcuni passaggi, vi è nel testo una sostanziale e complessiva chiarezza descrittiva, a differenza di quanto accaduto in altri suoi scritti in prosa, e una considerevole generosità - altre volte mancata - rispetto agli amici e alle persone amate nei primi anni della sua carriera. Alla fine del libro Dylan descrive con grande passione il momento in cui sentì la canzone Jenny dei pirati di Bertolt Brecht e Kurt Weill, e il momento in cui sentì per la prima volta Robert Johnson. In questi passaggi Dylan indica il processo che lo portò a cominciare a scrivere canzoni sue.
Chronicles: Volume 1 ha raggiunto la seconda posizione nella classifica dei libri - esclusa la sezione narrativa - del New York Times nel dicembre del 2004, con nomina per il National Book Award. Nello stesso tempo, Amazon.com e Barnes & Noble hanno segnalato il libro alla prima posizione nelle loro rispettive classifiche.
Nell'aprile del 2008 è stato confermato dalla casa editrice Simon & Schuster che Dylan sta lavorando al secondo volume della trilogia, la cui pubblicazione doveva avvenire alla fine del 2008.
Il 1º novembre 2022, invece del secondo volume di Chronicles, Dylan pubblica The Philosophy of Modern Song, un libro contenente 66 saggi su canzoni di altri artisti. Il The New Yorker recencisce favorevolmente l'opera.

## Stile musicale
Importantissimo nell'evoluzione della musica popolare, Bob Dylan si è imposto con una musica d'autore caratterizzata per la moderna vena poetica. Fonde folk, country, gospel, soul e cita le ballate liriche inglesi oltre alla musica popolare scozzese e irlandese. Riprende le liriche dal rock 'n' roll e fa leva su una voce nasale baritonale che risente la lezione del blues: un genere che "ha cantato in modo glaciale, tutto bianco, diametralmente opposto a quello caldo e sofferto dei neri." Gli sono riconosciute la paternità del folk rock, genere che adotta una strumentazione elettrica allontanandosi dalle armonie del folk, quella della psichedelia, nonché l'invenzione dell'album inteso come opera d'arte e non più solo come semplice raccolta di canzoni.
Dopo il secondo album The Freewheelin' Bob Dylan (1963), con cui si imporrà alle masse come cantautore generazionale di protesta, Dylan si è allontanato dai "talking blues" delle origini per abbracciare il folk rock con l'album della maturità Highway 61 Revisited (1965) e la psichedelia, come confermerà il successivo Blonde on Blonde (1966). Subito dopo l'uscita di John Weasley Harding (1967), dai toni asciutti e severi, il suo repertorio si è addolcito in modo considerevole abbracciando il country. A conferma di questa nuova fase vi sarà Nashville Skyline (1969) che contribuirà a popolarizzare il genere country rock. Più tardi avrebbe pubblicato Blood on the Tracks (1975) e Infidels (1983), annoverati rispettivamente i capolavori degli anni settanta e ottanta e avrebbe intriso il repertorio di riferimenti Tex-Mex come evidenziano Pat Garrett (1973) e Desire (1976). Con la conversione dell'artista al cristianesimo evangelico del 1979, il musicista ha pubblicato esclusivamente musica dai connotati religiosi per qualche anno. Successivamente, è tornato a pubblicare album dal caratteristico stile cantautoriale citando occasionalmente le sue origini folk e rock. AllMusic lo considera esponente del "folk politico", della "canzone di protesta" del "contemporary pop/rock" e dell'"AM pop".

## Riconoscimenti
Grammy Award
- 1973 - The Concert for Bangladesh, album dell'anno
- 1979 - Gotta Serve Somebody, miglior interpretazione vocale maschile rock
- 1989 - Traveling Wilburys Vol. One, miglior interpretazione duo/gruppo vocale
- 1991 - Lifetime Achievement Award (Premio alla carriera)[364]
- 1994 - World Gone Wrong, miglior album folk-tradizionale
- 1997 - Time Out of Mind, album dell'anno; Time Out of Mind, miglior album folk contemporaneo; Cold Irons Bound, miglior interpretazione vocale maschile rock
- 2001 - Love and Theft, miglior album folk contemporaneo
- 2006 - Modern Times, miglior album folk contemporaneo; Someday Baby, miglior interpretazione vocale solista rock

Premio Oscar
- 2001 - Miglior canzone per Wonder Boys (Things Have Changed)

Golden Globe
- 2001 - Miglior canzone originale per Wonder Boys (Things Have Changed)

BAFTA
- 1974 - Candidatura come migliore colonna sonora per Pat Garrett e Billy Kid

Altri riconoscimenti
- 1963 - Premio Tom Paine
- 1970 - Dottorato Honoris Causa in musica, Università di Princeton [365]
- 1982 - Songwriters Hall of Fame
- 1997 - Kennedy Center for the Performing Arts Honors
- 2000 - Polar Music Prize
- 2002 - Nashville Songwriters Hall of Fame
- 2004 - Dottorato Honoris Causa in musica, Università di St. Andrews, Scozia[366]
- 2007 - Premio Principe delle Asturie[367]
- 2008 - Premio Pulitzer, con menzione speciale
- 2009 - National Medal of Arts
- 2012 - Medaglia presidenziale della libertà
- 2015 - MusiCares Person of the Year
- 2016 - Premio Nobel per la letteratura

## Libri
- Tarantula, New York, MacMillan, 1971.
- Writings and Drawings, New York, Knopf, 1973. (Contiene anche 11 Outlined Epitaphs e My Life in a Stolen Moment)
- Chronicles. Volume One, New York, Simon & Schuster, 2004.
- Lyrics 1962-2012, New York, Simon & Schuster, 2016.
- The Philosophy of Modern Song, Simon & Schuster, 2022.

Edizioni in lingua italiana degli scritti di Bob Dylan:
- Battuti & beati. I Beat raccontati dai Beat, con Jack Kerouac, Allen Ginsberg, William S. Burroughs, Lawrence Ferlinghetti e altri, a cura di Emanuele Bevilacqua, Torino, Einaudi, 1966.
- Blues, ballate e canzoni, cura e traduzione di Stefano Rizzo, Roma, Newton Compton, 1972.
- Canzoni d'amore e di protesta, a cura di Stefano Rizzo, Roma, Newton Compton, 1972.
- Tarantola, Milano, A. Mondadori, 1973.
- Folk, canzoni e poesie, a cura di Alessandro Roffeni, Roma, Newton Compton, 1978.
- Bob Dylan. Tutte le canzoni (1973-1980), a cura di Marina Morbiducci e Massimo Scarafoni, Roma, Lato side, 1980.
- Dylan. Interviste, cronache e saggi dal 1962 al 1984, Milano, Arcana, 1985. ISBN 88-85008-74-7.
- Mr. Tambourine. Tutte le canzoni e le poesie, 3 voll., a cura di Tito Schipa jr, Milano, Arcana, 1990-1993. ISBN 88-85859-93-3, ISBN 88-85859-69-0, ISBN 88-85859-71-2.
- Dylaniana. Bob Dylan racconta Dylan, a cura di Chris Williams, Milano, Gammalibri, 1994. ISBN 88-7953-035-6.
- Ballata, a cura di Betty Shapiro, Milano, Blues brothers, 1998. ISBN 88-8074-029-6.
- The Bob Dylan Scrapbook. 1956-1966, con testi di Robert Santelli, con CD, Milano, Feltrinelli, 2005. ISBN 88-07-42112-7.
- Chronicles, Milano, Feltrinelli, 2005. ISBN 88-07-49036-6.
- Mr. Tambourine. Testi e poesie. 1962-1985, Roma, Arcana, 2005. ISBN 88-7966-377-1.
- Bob Dylan. Lyrics 1962-2001, traduzione a cura di Alessandro Carrera, Milano, Feltrinelli, 2006. ISBN 88-07-42117-8.
- Tarantula, revisione e cura di Alessandro Carrera e Santo Pettinato, Milano, Feltrinelli, 2007. ISBN 978-88-07-81937-7.
- Bob Dylan revisited. [13 canzoni disegnate], Roma, Arcana, 2009. ISBN 978-88-6231-073-4.
- Lyrics 1962-1968; Lyrics 1969-1982; Lyrics 1983-2012, Milano, Feltrinelli, 2016 i primi due volumi e 2017 il terzo, note e traduzione a cura di Alessandro Carrera. ISBN 9788807492136; ISBN 9788807492143; ISBN 9788807492174.
- The Nobel Lecture, Milano, Feltrinelli, 2017, prefazione, note e traduzione a cura di Alessandro Carrera. ISBN 978-8807492341.
- Filosofia della canzone moderna, Milano, Feltrinelli, 2022, traduzione a cura di Alessandro Carrera. ISBN 978-8807493355.

## Altri media e curiosità
- Il volto di Bob Dylan compare sulla copertina dell'album Sgt. Pepper's Lonely Hearts Club Band, dei Beatles. Dylan è collocato nella parte superiore dell'immagine, a destra.[368]
- Bob Dylan ha ricoperto il ruolo di protagonista all'interno di uno spot pubblicitario della casa automobilistica Chrysler proiettato nell'ambito del Super Bowl XLVIII, nel corso del quale egli pubblicizza il nuovo modello di Chrysler 200 (commercializzato a partire dal 2015) esaltando i valori americani. All'interno della pubblicità è contenuta una serie di spezzoni di filmati d'epoca ritraenti il cantautore durante alcuni istanti della sua carriera professionale (ad esempio, un estratto da un video che documenta la sua partecipazione al Newport Folk Festival del 1964).[369] Nel 2007 Dylan è stato il testimonial di un'altra vettura, la Cadillac Escalade.[370]
- In una data imprecisata tra il 1965 e il 1966 Bob Dylan venne filmato da Andy Warhol nell'ambito dei suoi Screen Tests, ciascuno dei quali prevedeva la creazione di un breve video attraverso l'utilizzo di cento metri di pellicola montati su una macchina da presa, posta dinanzi a un unico soggetto. Gli individui ripresi spaziavano dagli amici di Warhol (e quindi habitué della Factory) alle più svariate celebrità. Per tutta la durata della seduta, le persone ritratte dovevano limitarsi a posare in silenzio di fronte all'obiettivo (nelle versioni definitive dei filmati le principali modifiche apportate dall'artista consistono semplicemente in alcune variazioni cromatiche). Il breve film ritraente Dylan ha una durata complessiva di 3'40" circa, e il disagio provato da quest'ultimo nell'essere ripreso è palese. Ciò è anche dovuto alla celebre conflittualità che si era instaurata tra Warhol e il musicista, i quali si differenziavano in tutto e per tutto. Al termine della seduta, Dylan si limitò ad alzarsi, a prelevare dallo studio una tela raffigurante Elvis Presley (Double Elvis) e a caricarla sull'auto con la quale era giunto sino a lì, pronunciando le seguenti parole: «I think I'll just take it for payment, man (Credo mi limiterò a prendere questa come pagamento, amico)». A testimonianza di come questo gesto fosse mirato a provocare vi è il baratto dell'opera con un divano appartenente al manager di Dylan del tempo, Albert Grossman. Il lavoro di Warhol, infatti, non era di suo gradimento.[371][372]
- Il 23 giugno 2009 la casa d'aste Christie's ha venduto per la cifra di 12 500 dollari un manoscritto di un giovane Bob Dylan risalente a metà degli anni '50 quando campeggiava all'Herzl Camp. Il testo autografo, firmato come Bobby Zimmerman, riproduceva le parole di Little Buddy, una canzone del cantautore canadese Hank Snow.[373]

### In lingua italiana
- Dylan S.p.A., parte redazionale curata da Giancarlo, Ben e Giacomo, Verona-Roma, Bertani-Stampa alternativa, 1978.
- Nemesio Ala, Bob Dylan dal mito alla storia. La prima biografia storico-critica apparsa in Europa, Milano, Savelli, 1980; Milano, Gammalibri, 1984.
- Mark Blake (a cura di), Dylan. Visioni, ritratti e retroscena, Milano, Rizzoli, 2008. ISBN 978-88-17-02026-8.
- Alessandro Bratus, Bob Dylan. Un percorso in sedici canzoni, Roma, Carocci, 2011. ISBN 978-88-430-6236-2.
- Alessandro Carrera, La voce di Bob Dylan. Una spiegazione dell'America, Milano, Feltrinelli, 2001. ISBN 88-07-49012-9.
- Alessandro Carrera (a cura di), Parole nel vento. I migliori saggi critici su Bob Dylan, Novara, Interlinea, 2008. ISBN 978-88-8212-577-6.
- Alessandro Carrera, Canzoni d'amore e misantropia, Milano, Feltrinelli, 2008 [allegato al doppio DVD Io non sono qui. Ispirato alla vita e alla musica di Bob Dylan, un film di Todd Haynes, Milano-Roma, Feltrinelli-BIM, 2008. ISBN 978-88-07-73020-7].
- Giovanni A. Cerutti (a cura di), Bob Dylan. Play a song for me. Testimonianze: Joan Baez, Stefano Benni, Fabrizio De André, Carlo Feltrinelli, Richard Gere, Allen Ginsberg, Francesco Guccini, Jack Nicholson, Fernanda Pivano, Bruce Springsteen, Patrizia Valduga e una nota di Alessandro Carrera, Novara, Interlinea, 2011. ISBN 978-88-8212-778-7.
- Daniel Mark Epstein, The ballad of Bob Dylan, Roma, Arcana, 2011. ISBN 978-88-6231-184-7.
- Umberto Fiori, Joe Hill, Woody Guthrie, Bob Dylan. Storia della canzone popolare in USA, Milano, Mazzotta, 1977.
- Matteo Guarnaccia e Antonio Tettamanti, Bob Dylan. Le risposte nel vento in formato poster, interventi di Glauco Benigni, Francesco Guccini, Dario Salvatori, Milano, Ottaviano, 1980.
- Matteo Guarnaccia, Bob Dylan fun book, Milano, Vololibero, 2011. ISBN 978-88-904882-5-2.
- Matteo Guarnaccia, Bob Dylan play book, Milano, 24 Ore Cultura, 2015. ISBN 978-88-6648-282-6.
- David Hajdu, Positively 4th street. Come quattro ragazzi hanno cambiato la musica, Roma, Arcana, 2004. ISBN 88-7966-354-2.
- Guido Harari, Bob Dylan, Milano, Fabbri, 1982.
- Clinton Heylin, Jokerman. Vita e arte di Bob Dylan, Firenze, Tarab, 1996. ISBN 88-86675-12-7.
- Greil Marcus, Bob Dylan. La repubblica invisibile, Padova, Arcana, 1997. ISBN 88-7966-143-4.
- Greil Marcus, Quella strana, vecchia America. I Basement Tapes di Bob Dylan e la metamorfosi culturale del grande paese, Roma, Arcana, 2002. ISBN 88-7966-254-6.
- Greil Marcus, Bob Dylan. Scritti 1968-2010, Bologna, Odoya, 2011, ISBN 978-88-6288-115-9.
- Mike Marqusee, Wicked messenger. Bob Dylan e gli anni Sessanta, Milano, Il saggiatore, 2010. ISBN 978-88-428-1392-7.
- Nicola Menicacci, Bob Dylan. L'ultimo cavaliere, Riola, Hermatena, 2005. ISBN 88-88437-22-3.
- Elaine Moryson, La storia dietro ogni canzone di Bob Dylan, I, Gli anni sessanta, Termoli, Strade Blu, 2000. ISBN 88-88116-08-7.
- Michele Murino e Salvatore Esposito, Bob Dylan, Roma, Editori Riuniti, 2005. ISBN 88-359-5565-3.
- Michele Murino, Bob Dylan. Percorsi, Foggia, Bastogi, 2006. ISBN 88-8185-827-4.
- Luigi Michele Perri e Bruno Castagna, Il calabrese che fece grande Bob Dylan, Cosenza, Klipper, 2006. ISBN 88-88223-52-5.
- Alan Rinzler, Bob Dylan. Profeta, poeta, musicista e mito, design di Jon Goodchild, Milano, Sonzogno, 1980.
- Cesare Rizzi, Bob Dylan, con contributi di Michele Murino, Firenze, Giunti, 2004. ISBN 88-09-03764-2.
- Rudy Salvagnini, Il cinema di Bob Dylan, Recco, Le mani, 2009. ISBN 978-88-8012-481-8.
- Anthony Scaduto, Bob Dylan. La biografia, Roma, Arcana, 1972.
- Betty Shapiro (a cura di), Bob Dylan. Mr. Tambourine Man, Milano, Blues Brothers, 2011. ISBN 978-88-8074-086-5.
- Robert Shelton, Vita e musica di Bob Dylan, Milano, Feltrinelli, 1987. ISBN 88-07-07017-0.
- Howard Sounes, Bob Dylan, Parma, Guanda, 2002. ISBN 88-8246-418-0; Milano, TEA, 2005. ISBN 88-502-0586-4.
- Paolo Vites, Bob Dylan. Stories from a Never Ending Concert, Monza, Penguin's Editions, 1994.
- Paolo Vites, Bob Dylan 1962-2002. 40 anni di canzoni, Roma, Editori Riuniti, 2002. ISBN 88-359-5196-8.
- Paolo Vites, Un sentiero verso le stelle. Sulla strada con Bob Dylan, Pisa, Pacini, 2011. ISBN 978-88-6315-291-3.
- Nigel Williamson, Guida completa a Bob Dylan, Milano, Vallardi, 2005. ISBN 88-8211-987-4.

### In lingua inglese
- Olof Bjorner, Olof's Files: A Bob Dylan Performance Guide (Bob Dylan all alone on a shelf), HardingeSimpole, 2002, ISBN 1-84382-020-X.
- John Bauldie (ed.), Wanted Man: In Search of Bob Dylan, Penguin Books, 1992, ISBN 0-14-015361-6.
- Jonathan Cott (ed.), Dylan on Dylan: The Essential Interviews, Hodder & Stoughton, 2006, ISBN 0-340-92312-1.
- Bob Dylan, Chronicles: Volume One, Simon and Schuster, 2004, ISBN 0-7432-2815-4.
- Sue Fishkoff, The Rebbe's Army: Inside the World of Chabad-Lubavitch, Schocken Books, 2003, ISBN 0-8052-1138-1.
- Andy Gill, Classic Bob Dylan: My Back Pages, Carlton, 1999, ISBN 1-85868-599-0.
- Michael Gray, Song & Dance Man III: The Art of Bob Dylan, Continuum International, 2000, ISBN 0-8264-5150-0.
- Michael Gray, The Bob Dylan Encyclopedia, Continuum International, 2006, ISBN 0-8264-6933-7.
- Todd Harvey, The Formative Dylan: Transmission & Stylistic Influences, 1961-1963, The Scarecrow Press, 2001, ISBN 0-8108-4115-0.
- Clinton Heylin, Bob Dylan: Behind the Shades Revisited, Perennial Currents, 2003, ISBN 0-06-052569-X.
- Greil Marcus, The Old, Weird America: The World of Bob Dylan's Basement Tapes, Picador, 2001, ISBN 0-312-42043-9.
- Mike Marqusee, Wicked Messenger: Bob Dylan and the 1960s, Seven Stories Press, 2005, ISBN 1-58322-686-9.
- Scott Marshall, Restless Pilgrim: The Spiritual Journey of Bob Dylan, Relevant Books, 2002, ISBN 0-9714576-2-X.
- Andrew Muir, Razor's Edge: Bob Dylan & the Never Ending Tour, Helter Skelter, 2001, ISBN 1-900924-13-7.
- Christopher Ricks, Dylan's Visions of Sin, Penguin/Viking, 2003, ISBN 0-670-80133-X.
- Anthony Scaduto, Bob Dylan, Helter Skelter, 2001 reprint of 1972 original, ISBN 1-900924-23-4.
- Robert Shelton, No Direction Home, Da Capo Press, 2003 reprint of 1986 original, 576 pages. ISBN 0-306-81287-8
- Sam Shepard, Rolling Thunder Logbook, Da Capo, 2004 reissue, 176 pages. ISBN 0-306-81371-8.
- Howard Sounes, Down The Highway: The Life Of Bob Dylan, Grove Press, 2001, ISBN 0-8021-1686-8.
- Bob Dylan, su Robbie Robertson. Rolling Stone Issue 946, Rolling Stone. URL consultato il 30 aprile 2019 (archiviato dall'url originale il 30 aprile 2009).
- The Immortals: The First Fifty, su Rolling Stone Issue 946, Rolling Stone. URL consultato il 30 aprile 2019 (archiviato dall'url originale il 25 giugno 2008).